# 誇世代
《誇世代》（英語：My Ages Apart）是一部香港電視劇，由歐陽震華、陳豪、張繼聰、田蕊妮、李佳芯及邵美琪領銜主演，並由許紹雄、關禮傑、森美、江美儀、龔嘉欣、姜大衛、吳業坤、陳嘉寶、麥明詩、胡鴻鈞、蔣家旻、譚凱琪、江嘉敏、余德丞、朱咪咪及馬海倫聯合演出，監製陳維冠。該劇製作費逾5000萬港元。
此劇為2017無綫節目巡禮14部劇集之一、無綫海外業務及簡介2017所推介的17部劇集之一、2017香港國際影視展16部推介劇集之一，此劇為無綫電視50週年台慶跨年大劇，共有50集，更於《萬千星輝頒獎典禮2017》中獲得「最佳劇集」殊榮。此劇由2017年11月6日首播，直至2018年1月12日播出大結局，雄霸2017年11月份、12月份及2018年1月份上半月，加上此劇雲集全台當紅藝員，可以稱為2017年「年度劇王」。
此劇大部分男女主角及特別客串演員都先後獲得萬千星輝頒獎典禮「最佳男主角」（歐陽震華、陳豪）；「最佳女主角」（田蕊妮、李佳芯、汪明荃、佘詩曼、江美儀、龔嘉欣），亦是雲集不少萬千星輝頒獎典禮「最受歡迎電視男角色」（陳豪、許紹雄）；「最受歡迎電視女角色」（田蕊妮、佘詩曼、龔嘉欣、李佳芯）；「最佳男配角」（許紹雄、黃智賢、曹永廉、阮兆祥、古明華）；「最佳女配角」（江美儀、龔嘉欣、林淑敏、賴慰玲、蔣家旻）的得獎者的劇集。

## 演員表

### 宋家
| 演員           | 角色                                     | 暱稱／關係 |
| 曹永廉（壯年） | 宋 禮                                    | 禮記 72歲 老禮冰室老闆／洪拳高手宗師黄飛鴻徒孫／前電視台武師／《阿爺打功夫》男主角 張英鳳之夫 宋仲基、宋仲強之父 一生願望欲將功夫技術傳受給宋仲基，但不果 鄺港生之好友及其洪拳師父 曾當過姜大衛的替身 於第26集得知宋仲基與包豹靈魂互換 於第32集因癌症病逝 |
| 姜大衛         | 宋 禮                                    | 禮記 72歲 老禮冰室老闆／洪拳高手宗師黄飛鴻徒孫／前電視台武師／《阿爺打功夫》男主角 張英鳳之夫 宋仲基、宋仲強之父 一生願望欲將功夫技術傳受給宋仲基，但不果 鄺港生之好友及其洪拳師父 曾當過姜大衛的替身 於第26集得知宋仲基與包豹靈魂互換 於第32集因癌症病逝 |
| 張美妮         | 張英鳳                                   | 宋禮之亡妻 宋仲基、宋仲強之亡母 |
| 歐陽震華       | 宋仲基（第1、32-50集）／包豹（第1-32集） | Richard、宇宙大王、阿基、爆基（劉行專稱） 50歲 Win Win Brothers投資銀行家→All In Bank辦公室助理→尚通銀行總行企業部副經理 宋禮之長子，與其不和兼誤會其 宋仲強之兄 凌潔茹之夫，後不和並發現與其價值觀不一樣而反目，於第47集離婚，後和好 宋安安之父，與其不和兼關係疏離，後和好 劉行之好友 鄺港生之師父，後反目並成為天敵，後因與包豹靈魂對調而成為好友，被其得知真相後與其正式和好 曾以包豹身份捐肝救尚慶端，以博取其信任，但不果 包美娜之冤家，於第1-32集與包豹靈魂對調而成為其姨甥，後與其互生情愫，於未來成為其夫 Martin之下屬 包豹之冤家，後為好友，於未來成為其姨丈 於第1-27集與包豹靈魂對調期間，身軀一直流落荒島 於第1-32集與包豹靈魂對調而成為楊紫惠之表哥，與其不和 宋旭未來之繼父 與第一任妻子宋安安之母離婚收場 以包豹的身軀與其父親雷震相認 於第9集得知包豹之父為雷震而設法與其相認 於第32集與包豹再次靈魂對調，回到其身軀 於第38集在鄺港生的邀請下加入尚通銀行並成為總行企業部副經理 於第49集和包豹於2047年尋回凌潔茹及帶其返回現代，並和好 於第50集接手禮記冰室而獲中小企奬項，並將禮記辣醬包裝發售，令禮記辣醬成為家傳戶曉之上市品牌，全球有售 口頭禪：我假假地都係一個年薪幾百萬美金嘅iBanker、畀個說法我、結結實實……、有咩事留返拜山先講啦！ 參見Win Win Brothers / All In Bank |
| 田蕊妮         | 凌潔茹（全劇）／劉行（第35集）           | 阿Yu、阿茹、茹姐、宋太、大頭魚（尚可瑤專稱） TVB藝人／婦女節目主持／尚通銀行總行風險管理部行政助理 宋仲基之第二任妻子，後不和並發現與其價值觀不一樣而反目，於第47集離婚，後和好 尚可瑤之好友，因參加選美事件被陷害而反目，於第18集和好 鄺港生之好友兼前學生 於第35集跳樓自殺與企圖救她的劉行一同墮樓而靈魂互換，與劉行再次靈魂互換回復本來身軀後擁有心靈感應能力 於第43集被尚可欣高薪挖角至尚通銀行工作，於第46集被尚可欣解僱 於第47集失去心靈感應能力 於第48集突然人間蒸發，下落不明，後於第49集被宋仲基及包豹於2047年尋回及帶回現代 於第50集憑《唐家家暴》獲最佳女主角奬項 參見TVB電視台 |
| 安德尊         | 宋仲強                                   | 傻強 貨櫃車司機 老禮冰室第二任老闆 宋禮之次子，與其不和，後和好 宋仲基之弟，並覬覦其身家 黎水珠之夫 宋佳佳之父，於利益上經常與其爭執 宋安安之二叔父，與其不和 凌潔茹之叔仔（第1-47集） 黎明之姨丈 宋旭未來之繼二叔父 |
| 樊亦敏         | 黎水珠                                   | 老禮冰室收銀員→冰室老闆娘 宋仲強之妻 宋禮之二媳婦，與其不和，後和好 宋佳佳之母，於利益上經常與其爭執 宋安安之二嬸，與其不和 宋仲基之弟婦，並覬覦其身家 |
| 陳嘉寶         | 宋安安                                   | 安安 香城大學大學生，後退學／社運人士／老禮冰室外賣員 宋仲基之女，與其不和兼關係疏離，後和好 凌潔茹之繼女（第1-47集），並針對其，後和好 宋佳佳之堂姊，曾因從宋佳佳手中搶走其男友尚浩洋而導致姐妹反目，最後和好 宋仲強、黎水珠之侄女，與他們不和 包美娜未來之繼女 被尚浩洋暗戀，後反暗戀他，後橫刀奪愛成為女友，最終分手收場 鍾泰之暗戀對象，後為其女友，於第36集正式分手 於第36集因尚浩洋將會到日本集訓而刻意前往日本留學 於第43集與尚浩洋一同返港，並向宋佳佳表示其已經尚浩洋在一起 於第48集因價值觀不同而與尚浩洋正式分手 於第50集決定腳踏實地繼續學業，並到外國升學 |
| 麥明詩         | 宋佳佳                                   | 佳佳 尚通銀行西環分行櫃台職員／老禮冰室伙計/ 咖啡店負責人 宋仲強、黎水珠之女，於利益上經常與他們爭執 宋安安之堂妹，曾因其搶走男友而反目，最後原諒其並和好 尚浩洋之女友，於第43集得知尚浩洋與宋安安拍拖後與其分手 包豹之暗戀對象，並與其有感情線，後為其女友 楊紫惠之好友 |
| 黄子恆         | 宋 旭                                    | 旭仔 原名包旭 包美娜之子 莫展翔、彪偉庭50%可能性之子 宋仲基未來之繼子 宋安安未來之繼弟 尚水之男友 於第42集出生 於第49集的未來（2047年）被鄺港生殺死，最後因為宋仲基和劉行成功阻止鄺港生變成大魔頭而改寫結局 （客串第47、49集） |
| 潘卓明         | 八叔公                                   | 宋禮之八叔 |
| 何美好         | 表姨婆                                   | 宋禮之表妹 |
| 蕭凱欣         | 四表嬸                                   | 宋禮之姨甥媳婦 |
| 彭美嫦         |                                          | 宋家長輩 |

### 鄺家
| 演員                               | 角色                                             | 暱稱／關係 |
| 鄭恕峰                             | 鄺鑑雄                                           | 鑑光酒樓老闆 何晶晶之夫 鄺港生之亡父 於32年前其開設之酒樓被尚慶端派人搗亂，後來酒樓意外失火因此激動過度而導致心臟病發死亡 |
| 方伊琪                             | 何晶晶                                           | 鑑光酒樓老闆娘 鄺鑑雄之妻 鄺港生之亡母 雷震之舊情人兼親家母 尚慶端之親家母，被視為情敵 於32年前為救鄺港生而被車撞死 |
| 柯驊汧（童年）                     | 鄺港生（全劇）／尚可瑤（第50集）／尚環（2047年） | Mike、Mike Sir（凌潔茹、尚浩洋專稱）、大倌（陳月芬專稱）、米缸（宋仲基專稱）、笨蕉（古天諾專稱）、阿生 鄺鑑雄、何晶晶之子 陳月芬之養子 All In Bank投資銀行家→尚通銀行西環分行副經理→尚通銀行西環分行經理→尚通銀行總行經理 古天諾、宋禮、高倉之好友 凌潔茹之好友兼前教師 宋仲基之徒弟，後反目並成為天敵，後因宋仲基與包豹靈魂對調而成為好友 劉行（尚可望）之好友兼姐夫 尚可瑤之冤家，與其有感情線及互相利用，後為其夫 尚環、尚水之父 因父母間接被尚慶端害死而視尚慶端為殺父母仇人，後為其女婿並向其報復，最後因宋仲基和劉行而放下仇恨 於第9集墮樓並全身癱瘓，只有三隻手指能動 於第11集被尚可瑤推到海灘，其後被醉漢推到海中，後因生存意志而康復，並入院，但仍然向尚可瑤假扮癱瘓，最後在出院數日後被其揭發 於第13集與尚可瑤假結婚 於第19集和占劉行拯救狗隻Dory和被綁架的羅志威而識破蘭無根和陳世文合謀騙取尚慶端的九千萬金錢，並和尚慶端聯手設局使二人中計後被捕 於第20集不知不覺的喜歡尚可瑤 於第23集對尚可瑤漸生好感 於第28集從宋禮口中及思想包豹（宋仲基）的行為習慣後得知宋仲基與包豹靈魂對調 於第47集坐時光的士前往兩星期後發現自己被車撞死，於第48集遇上同樣事情時得宋仲基和劉行所救 於第49集因沒被車撞死導致命運改變。於未來2047年為政府軍首領，變得不擇手段、草菅人命、無顧及親情友情，並為再次改變命運而設局與尚環靈魂互換後殺害其、殺害劉行、宋旭及尚環，與宋仲基反目並成為天敵，最後於第50集因為宋仲基和劉行成功阻止自己變成大魔頭（政府軍首領）而成功改寫結局 於第50集為保住尚可瑤性命及胎兒而與尚可瑤交換靈魂，最後成功順產，直到坐月子及修身後二人回復自己身軀 回復身軀後打算到警局自首承認殺死劉行，最後發現其沒有死亡 口頭禪：(你地一個二個)好地地唔得嘅、What The、Holy Sh……、Oh my god、痴線 |
| 陳 豪（全劇）                      | 鄺港生（全劇）／尚可瑤（第50集）／尚環（2047年） | Mike、Mike Sir（凌潔茹、尚浩洋專稱）、大倌（陳月芬專稱）、米缸（宋仲基專稱）、笨蕉（古天諾專稱）、阿生 鄺鑑雄、何晶晶之子 陳月芬之養子 All In Bank投資銀行家→尚通銀行西環分行副經理→尚通銀行西環分行經理→尚通銀行總行經理 古天諾、宋禮、高倉之好友 凌潔茹之好友兼前教師 宋仲基之徒弟，後反目並成為天敵，後因宋仲基與包豹靈魂對調而成為好友 劉行（尚可望）之好友兼姐夫 尚可瑤之冤家，與其有感情線及互相利用，後為其夫 尚環、尚水之父 因父母間接被尚慶端害死而視尚慶端為殺父母仇人，後為其女婿並向其報復，最後因宋仲基和劉行而放下仇恨 於第9集墮樓並全身癱瘓，只有三隻手指能動 於第11集被尚可瑤推到海灘，其後被醉漢推到海中，後因生存意志而康復，並入院，但仍然向尚可瑤假扮癱瘓，最後在出院數日後被其揭發 於第13集與尚可瑤假結婚 於第19集和占劉行拯救狗隻Dory和被綁架的羅志威而識破蘭無根和陳世文合謀騙取尚慶端的九千萬金錢，並和尚慶端聯手設局使二人中計後被捕 於第20集不知不覺的喜歡尚可瑤 於第23集對尚可瑤漸生好感 於第28集從宋禮口中及思想包豹（宋仲基）的行為習慣後得知宋仲基與包豹靈魂對調 於第47集坐時光的士前往兩星期後發現自己被車撞死，於第48集遇上同樣事情時得宋仲基和劉行所救 於第49集因沒被車撞死導致命運改變。於未來2047年為政府軍首領，變得不擇手段、草菅人命、無顧及親情友情，並為再次改變命運而設局與尚環靈魂互換後殺害其、殺害劉行、宋旭及尚環，與宋仲基反目並成為天敵，最後於第50集因為宋仲基和劉行成功阻止自己變成大魔頭（政府軍首領）而成功改寫結局 於第50集為保住尚可瑤性命及胎兒而與尚可瑤交換靈魂，最後成功順產，直到坐月子及修身後二人回復自己身軀 回復身軀後打算到警局自首承認殺死劉行，最後發現其沒有死亡 口頭禪：(你地一個二個)好地地唔得嘅、What The、Holy Sh……、Oh my god、痴線 |
| 李佳芯（第50集、在尚可瑤身體靈魂） | 鄺港生（全劇）／尚可瑤（第50集）／尚環（2047年） | Mike、Mike Sir（凌潔茹、尚浩洋專稱）、大倌（陳月芬專稱）、米缸（宋仲基專稱）、笨蕉（古天諾專稱）、阿生 鄺鑑雄、何晶晶之子 陳月芬之養子 All In Bank投資銀行家→尚通銀行西環分行副經理→尚通銀行西環分行經理→尚通銀行總行經理 古天諾、宋禮、高倉之好友 凌潔茹之好友兼前教師 宋仲基之徒弟，後反目並成為天敵，後因宋仲基與包豹靈魂對調而成為好友 劉行（尚可望）之好友兼姐夫 尚可瑤之冤家，與其有感情線及互相利用，後為其夫 尚環、尚水之父 因父母間接被尚慶端害死而視尚慶端為殺父母仇人，後為其女婿並向其報復，最後因宋仲基和劉行而放下仇恨 於第9集墮樓並全身癱瘓，只有三隻手指能動 於第11集被尚可瑤推到海灘，其後被醉漢推到海中，後因生存意志而康復，並入院，但仍然向尚可瑤假扮癱瘓，最後在出院數日後被其揭發 於第13集與尚可瑤假結婚 於第19集和占劉行拯救狗隻Dory和被綁架的羅志威而識破蘭無根和陳世文合謀騙取尚慶端的九千萬金錢，並和尚慶端聯手設局使二人中計後被捕 於第20集不知不覺的喜歡尚可瑤 於第23集對尚可瑤漸生好感 於第28集從宋禮口中及思想包豹（宋仲基）的行為習慣後得知宋仲基與包豹靈魂對調 於第47集坐時光的士前往兩星期後發現自己被車撞死，於第48集遇上同樣事情時得宋仲基和劉行所救 於第49集因沒被車撞死導致命運改變。於未來2047年為政府軍首領，變得不擇手段、草菅人命、無顧及親情友情，並為再次改變命運而設局與尚環靈魂互換後殺害其、殺害劉行、宋旭及尚環，與宋仲基反目並成為天敵，最後於第50集因為宋仲基和劉行成功阻止自己變成大魔頭（政府軍首領）而成功改寫結局 於第50集為保住尚可瑤性命及胎兒而與尚可瑤交換靈魂，最後成功順產，直到坐月子及修身後二人回復自己身軀 回復身軀後打算到警局自首承認殺死劉行，最後發現其沒有死亡 口頭禪：(你地一個二個)好地地唔得嘅、What The、Holy Sh……、Oh my god、痴線 |
| 白 雲（青年）                      | 陳月芬                                           | Fanny、Fanny姐 管家／前鑑光酒樓待應 鄺港生之養母 其夫生前為鑑光酒樓之點心師傅 丈夫在工作期間因酒樓懷疑遭尚慶端放火而被燒死，因此仇恨尚慶端 將剛出生的尚可望從醫院抱走，並將其棄置於垃圾站 因錯別字問題嚴重，而被劉行懷疑是寫告密信給尚慶端的人 於第2集登場 於第36集發現劉行是尚可望，並企圖將其殺死 於第37集在鄺港生推薦下成為尚家管家 於第38集企圖陷害使尚可望與尚可兒亂倫未遂 於第39集企圖毒害尚家各人，後因遭林文強意外破壞而未遂 於第41集利用尚可兒之貓破壞尚可望之骨灰（實為石灰），使尚可兒與尚慶端不和 於第42集收買朱剛假扮尚可望以欺騙尚慶端未遂 於第46集因企圖毒死尚家而被拘捕，並被發現患上精神病，需入住小欖精神病院接受治療 |
| 朱咪咪                             | 陳月芬                                           | Fanny、Fanny姐 管家／前鑑光酒樓待應 鄺港生之養母 其夫生前為鑑光酒樓之點心師傅 丈夫在工作期間因酒樓懷疑遭尚慶端放火而被燒死，因此仇恨尚慶端 將剛出生的尚可望從醫院抱走，並將其棄置於垃圾站 因錯別字問題嚴重，而被劉行懷疑是寫告密信給尚慶端的人 於第2集登場 於第36集發現劉行是尚可望，並企圖將其殺死 於第37集在鄺港生推薦下成為尚家管家 於第38集企圖陷害使尚可望與尚可兒亂倫未遂 於第39集企圖毒害尚家各人，後因遭林文強意外破壞而未遂 於第41集利用尚可兒之貓破壞尚可望之骨灰（實為石灰），使尚可兒與尚慶端不和 於第42集收買朱剛假扮尚可望以欺騙尚慶端未遂 於第46集因企圖毒死尚家而被拘捕，並被發現患上精神病，需入住小欖精神病院接受治療 |

### 尚家
| 演員                               | 角色                                                                     | 暱稱／關係 |
| 汪明荃                             | 尚慶莊                                                                   | 尚通銀行非執行董事／世界十大女富豪之一，身家不遜於同列女富豪榜之央金卓瑪 尚慶端之姐 其夫為美國咸豐銀行老闆 於45年前尚慶端因出於妒忌而誣告自己盜竊銀行五百萬，差點令自己坐牢，原本由自己接手尚通銀行，但遭尚慶端搶奪 定居在紐約，於第48集為協助尚通銀行解困難而返港 於第48集要求尚慶端開記者會公開承認當年曾誣告其偷錢一事及公開向其道歉作為救尚通銀行之條件，實為希望尚慶端能親自向自己認錯及道歉，並沒有打算真正招開記者會 於第49集接受尚慶端的道歉並原諒其，同時注資給尚通銀行令其脫離倒閉危機（特別演出） |
| 陳 瀅（青年）                      | 尚慶端                                                                   | 尚董 尚通銀行董事長，於第50集退休 尚家之權威，被尚慶莊指為慈禧太后 尚慶莊之妹，於45年前出因妒忌而誣告尚慶莊盜竊銀行五百萬，本想令其坐牢，但因其父母勸阻下放棄檢控，而自己則成功接手尚通銀行 雷震之妻 尚可清、尚可秀之母，於第46集反目，於第49集和好 尚可頌之母，因八字不合而討厭其，於第49集改變對其態度 尚可瑤之母，因認為其害死尚可望而討厭其，於第19集關係緩和 劉行(尚可望)之報仇對象，後因知道其並非殺害他契爺林霸之兇手而成為朋友，實為其親生母親，於第42集相認，並對其疼愛有加 尚可嘉之母，於第34集與其反目，後和好 尚可欣之母，後不滿其，於第49集和好 尚可兒之養母，並忽略其，原以為是其外婆，於第50集揭發實際並無血緣關係，惟結局未有交代其親孫女下落 包豹之契母，表面疼愛他，實為等價交換，而並非真心 汶萊拿督、高文健之岳母 佘燦森之前岳母，並針對及討厭其 尚浩洋之外婆，對其疼愛有加 尚環、尚水之外婆 林霸之舊情人，後為其好友 馬行田之上司 鄺港生之殺父母仇人，後為其岳母，實為其復仇計劃之一，最後和好 因間接害死陳月芬丈夫，而被其視為殺夫仇人及報復對象 鄺鑑雄、何晶晶之親家母 於第8集登場 於第25集因患有嚴重肝衰竭入院，最後於第26集得宋仲基以包豹之身份及身軀捐肝才得以續命 於第46集得知高文健為尚可兒之父而解僱其並要求其與尚可秀離婚及離開尚家，此舉引起家中各成員不滿並各自離開尚家 於第48集被尚慶莊要求其開記者會交代45年前其誣告她一事及向她道歉，作為她解救尚通銀行之條件，實為只希望其親自向她認錯及道歉，並不是真正招開記者會 於第49集尚慶莊接受自己的道歉及原諒，更得其注資令尚通銀行脫離危機 於第49集突然暈倒入院，同時得到雷震及眾子女原諒及和好，並放棄要求高文健與尚可秀離婚 於第50集目睹鄺港生與尚可瑤靈魂互換，最後正式退休，並協助雷震參與區議員 因經歷眾多事情後決定改變對其夫及眾子女之態度 參見尚通銀行 |
| 馬海倫                             | 尚慶端                                                                   | 尚董 尚通銀行董事長，於第50集退休 尚家之權威，被尚慶莊指為慈禧太后 尚慶莊之妹，於45年前出因妒忌而誣告尚慶莊盜竊銀行五百萬，本想令其坐牢，但因其父母勸阻下放棄檢控，而自己則成功接手尚通銀行 雷震之妻 尚可清、尚可秀之母，於第46集反目，於第49集和好 尚可頌之母，因八字不合而討厭其，於第49集改變對其態度 尚可瑤之母，因認為其害死尚可望而討厭其，於第19集關係緩和 劉行(尚可望)之報仇對象，後因知道其並非殺害他契爺林霸之兇手而成為朋友，實為其親生母親，於第42集相認，並對其疼愛有加 尚可嘉之母，於第34集與其反目，後和好 尚可欣之母，後不滿其，於第49集和好 尚可兒之養母，並忽略其，原以為是其外婆，於第50集揭發實際並無血緣關係，惟結局未有交代其親孫女下落 包豹之契母，表面疼愛他，實為等價交換，而並非真心 汶萊拿督、高文健之岳母 佘燦森之前岳母，並針對及討厭其 尚浩洋之外婆，對其疼愛有加 尚環、尚水之外婆 林霸之舊情人，後為其好友 馬行田之上司 鄺港生之殺父母仇人，後為其岳母，實為其復仇計劃之一，最後和好 因間接害死陳月芬丈夫，而被其視為殺夫仇人及報復對象 鄺鑑雄、何晶晶之親家母 於第8集登場 於第25集因患有嚴重肝衰竭入院，最後於第26集得宋仲基以包豹之身份及身軀捐肝才得以續命 於第46集得知高文健為尚可兒之父而解僱其並要求其與尚可秀離婚及離開尚家，此舉引起家中各成員不滿並各自離開尚家 於第48集被尚慶莊要求其開記者會交代45年前其誣告她一事及向她道歉，作為她解救尚通銀行之條件，實為只希望其親自向她認錯及道歉，並不是真正招開記者會 於第49集尚慶莊接受自己的道歉及原諒，更得其注資令尚通銀行脫離危機 於第49集突然暈倒入院，同時得到雷震及眾子女原諒及和好，並放棄要求高文健與尚可秀離婚 於第50集目睹鄺港生與尚可瑤靈魂互換，最後正式退休，並協助雷震參與區議員 因經歷眾多事情後決定改變對其夫及眾子女之態度 參見尚通銀行 |
| 趙永洪（青年）                     | 雷 震                                                                    | 雷公 尚通銀行行政總裁／隱世富豪／區議員候選人 尚慶端之夫，被其欺壓，於第46集反目，後和好 入贅尚家 何晶晶之舊情人，後為親家父 包美霞之舊情人 尚慶莊之妹夫 尚可清、尚可秀、尚可頌、尚可瑤、尚可望、尚可嘉、尚可欣之父 包豹之生父，並被其憎恨兼視為殺母仇人，後在宋仲基的幫助下和好 尚可兒之養父，實為外公，於第50集揭發實則無血緣關係 汶萊拿督、高文健、鄺港生之岳父 佘燦森之前岳父，並針對及討厭其 尚浩洋、尚環、尚水之外公 鄺鑑雄之親家父 馬行田之上司及好友 於區議會補選中為鍾泰之對手，後和好成為好友 於第8集登場 於第15集與尚慶端爭執時過份激動暈倒，後甦醒並確診有小腸氣，後康復 於第21集區議會選舉中不敵鍾泰而落選 於第45集告知尚可兒其親母為尚可清 於第46集離開尚家，於第49集返回尚家及與尚慶端和好 於第50集揭開尚可兒在南斯拉夫出生時與尚可清和高文健之親生女兒被調包，與尚家各人沒有血緣關係 於第50集重新參選區議員 |
| 許紹雄                             | 雷 震                                                                    | 雷公 尚通銀行行政總裁／隱世富豪／區議員候選人 尚慶端之夫，被其欺壓，於第46集反目，後和好 入贅尚家 何晶晶之舊情人，後為親家父 包美霞之舊情人 尚慶莊之妹夫 尚可清、尚可秀、尚可頌、尚可瑤、尚可望、尚可嘉、尚可欣之父 包豹之生父，並被其憎恨兼視為殺母仇人，後在宋仲基的幫助下和好 尚可兒之養父，實為外公，於第50集揭發實則無血緣關係 汶萊拿督、高文健、鄺港生之岳父 佘燦森之前岳父，並針對及討厭其 尚浩洋、尚環、尚水之外公 鄺鑑雄之親家父 馬行田之上司及好友 於區議會補選中為鍾泰之對手，後和好成為好友 於第8集登場 於第15集與尚慶端爭執時過份激動暈倒，後甦醒並確診有小腸氣，後康復 於第21集區議會選舉中不敵鍾泰而落選 於第45集告知尚可兒其親母為尚可清 於第46集離開尚家，於第49集返回尚家及與尚慶端和好 於第50集揭開尚可兒在南斯拉夫出生時與尚可清和高文健之親生女兒被調包，與尚家各人沒有血緣關係 於第50集重新參選區議員 |
| 胡蓓蔚                             | 尚可清                                                                   | Jacqueline、阿大（家人專稱） 44歲 大小姐 汶萊拿督之妻 雷震之長女 尚慶端之長女，於第46集反目，後於第49集和好 尚慶莊之長姨甥女 尚可秀之大姐兼情敵，後和好 尚可頌、尚可瑤、尚可望、尚可嘉、尚可欣之大姐 包豹同父異母之大姐 尚可兒名義上之大姐，後以為是其生母，於第50集揭發實際並無血緣關係 高文健之大姨子，曾痴戀並與其發生一夜情 鄺港生之大姨子 佘燦森之前大姨子 尚浩洋、尚環、尚水之大姨媽 因丈夫出軌而與其吵架，一怒之下由汶萊返回娘家，並企圖找林文強來拆散尚可秀和高文健，趁機會與他復合，但不果 於第38集登場 |
| 江美儀                             | 尚可秀                                                                   | Julie、阿二（家人專稱） 41歲 二小姐 「DAY DAY LOVE」婚姻介紹中心創辦人兼行政總裁／尚通銀行副總裁 雷震之次女 尚慶端之次女，於第46集反目，後於第49集和好 尚慶莊之次姨甥女 尚可清之二妹兼情敵，後和好 尚可頌、尚可瑤、尚可嘉、尚可欣之二姐 尚可望之勾引對象，後為好友，實為二姐 包豹同父異母之二姐 尚可兒名義上之二姐，後以為是其二姨及繼母，於第50集揭發實際並無血緣關係 林文強之前女友，多年前遭被尚慶端拆散，但仍對其念念不忘 高文健之妻，第46集被尚慶端強制要求離婚，但其選擇與他一同離開尚家 尚浩洋之母 能幹，尚家半個女主事人 於第6集登場 於第40集正式拒絕林文強求婚 參見尚通銀行 |
| 關禮傑                             | 高文健                                                                   | Gilbert 46歲 尚通銀行副總裁→總行經理 尚可秀之夫，於第46集因被揭是尚可兒生父，被尚慶端強制與尚可秀離婚不遂 入贅尚家 尚浩洋之養父 尚可清之二妹夫，曾被其痴戀及發生一夜情 尚可頌、尚可瑤、尚可望、尚可欣、包豹之二姐夫 尚可嘉之二姐夫兼競爭對手 尚可兒名義上之二姐夫，於第46集被揭為其生父，於第50集揭發實際並無血緣關係 林文強之情敵 杜如花之情夫，後分手 於第8集登場 於第18集用3萬元請尚可望勾引其妻 於第21集因被懷疑是殺害林霸之兇手而被尚可望绑架在西貢的山洞中，後釋放 於第46集被尚慶端解僱並要其與尚可秀離婚，後與尚可秀一同離開尚家前往上海 於第49集加盟金主集團 參見尚通銀行 |
| 莊思敏                             | 尚可頌                                                                   | Ginger 、阿三（家人專稱） 37歲 三小姐 尚慶端之三女，因八字不合而被其討厭，最後和好 雷震之三女 尚可清、尚可秀之三妹 尚可瑤、尚可望、尚可嘉、尚可欣之三姐 包豹同父異母之三姐 尚可兒名義上之三姐，後以為是其三姨，於第50集揭發實際並無血緣關係 佘燦森之妻，於第12集離婚 於第12集前往汶萊投靠尚可清 於第49集返回尚家 （客串第11-12、49-50集） |
| 李佳芯（全劇）                     | 尚可瑤（全劇）／鄺港生（第50集）                                         | Paris、阿四（家人專稱） 34歲 四小姐 多棲藝人 於台灣出生 尚慶端之四女，因被其認為是害死尚可望的兇手而被其討厭，於第19集關係緩和 雷震之四女 尚慶莊之四姨甥女 尚可清、尚可秀、尚可頌之四妹 尚可望之孖生姐姐 尚可嘉、尚可欣之四姐 包豹同父異母之四姐 尚可兒名義上之四姐，後以為是其四姨，於第50集揭發實際並無血緣關係 凌潔茹之好友，因參加選美事件而反目，并玩弄其，於第18集和好 古天諾之前末婚妻兼好友 鄺港生之冤家，後與其有感情線及互相利用，後為其妻 鄺鑑雄、何晶晶之媳婦 尚環、尚水之母 於第3集登場 於第8集與古天諾結婚並被悔婚 於第13集與鄺港生假結婚，但二人在不知不覺下互生情愫 於第46集得知鄺港生之身世並得知其曾想向尚家報復 於第48集懷有龍鳳胎 於第50集為保住胎兒而與鄺港生交換靈魂，直到其坐月子及修身後二人回復自己身軀 |
| 陳 豪（第50集、在鄺港生身體靈魂）  | 尚可瑤（全劇）／鄺港生（第50集）                                         | Paris、阿四（家人專稱） 34歲 四小姐 多棲藝人 於台灣出生 尚慶端之四女，因被其認為是害死尚可望的兇手而被其討厭，於第19集關係緩和 雷震之四女 尚慶莊之四姨甥女 尚可清、尚可秀、尚可頌之四妹 尚可望之孖生姐姐 尚可嘉、尚可欣之四姐 包豹同父異母之四姐 尚可兒名義上之四姐，後以為是其四姨，於第50集揭發實際並無血緣關係 凌潔茹之好友，因參加選美事件而反目，并玩弄其，於第18集和好 古天諾之前末婚妻兼好友 鄺港生之冤家，後與其有感情線及互相利用，後為其妻 鄺鑑雄、何晶晶之媳婦 尚環、尚水之母 於第3集登場 於第8集與古天諾結婚並被悔婚 於第13集與鄺港生假結婚，但二人在不知不覺下互生情愫 於第46集得知鄺港生之身世並得知其曾想向尚家報復 於第48集懷有龍鳳胎 於第50集為保住胎兒而與鄺港生交換靈魂，直到其坐月子及修身後二人回復自己身軀 |
| 柯驊汧（童年）                     | 鄺港生（全劇）／尚可瑤（第50集）／尚環（2047年）                         | Mike、Mike Sir、大倌（陳月芬專稱）、米缸（宋仲基專稱）、笨蕉（古天諾專稱）、阿生 45歲 All In Bank投資銀行家→尚通銀行西環分行副經理→尚通銀行西環分行經理→尚通銀行總行經理 鄺鑑雄、何晶晶之子 陳月芬之養子 與尚可瑤假結婚 尚環、尚水之父 參見鄺家 |
| 陳 豪（全劇）                      | 鄺港生（全劇）／尚可瑤（第50集）／尚環（2047年）                         | Mike、Mike Sir、大倌（陳月芬專稱）、米缸（宋仲基專稱）、笨蕉（古天諾專稱）、阿生 45歲 All In Bank投資銀行家→尚通銀行西環分行副經理→尚通銀行西環分行經理→尚通銀行總行經理 鄺鑑雄、何晶晶之子 陳月芬之養子 與尚可瑤假結婚 尚環、尚水之父 參見鄺家 |
| 李佳芯（第50集、在尚可瑤身體靈魂） | 鄺港生（全劇）／尚可瑤（第50集）／尚環（2047年）                         | Mike、Mike Sir、大倌（陳月芬專稱）、米缸（宋仲基專稱）、笨蕉（古天諾專稱）、阿生 45歲 All In Bank投資銀行家→尚通銀行西環分行副經理→尚通銀行西環分行經理→尚通銀行總行經理 鄺鑑雄、何晶晶之子 陳月芬之養子 與尚可瑤假結婚 尚環、尚水之父 參見鄺家 |
| 張繼聰                             | 尚可望／劉行（4年前、第5-50集）／任仁炳（4年前-第5集）／凌潔茹（第35集） | Walking、可望（尚慶端専稱） 34歲 尚通銀行第二任董事長 雷震、尚慶端之子 尚慶莊之姨甥 尚可清、尚可秀、尚可頌之弟 尚可瑤之孖生弟 尚可嘉、尚可欣之兄 包豹同父異母之兄 與尚可兒互相情愫，並追求之，也被其戀上，後於第42集放棄戀情，並道出是其兄，於第45集提及，真正关係为其舅父，於第50集揭发實則無血緣关係，並復合 高倉、宋仲基之好友 於台灣出生，經常被養父母虐打，多年前跟隨他們來港生 由於被誤會出生不久後夭折，使尚慶端認為尚可瑤害死孖生弟而討厭其 出生後不久因陳月芬將其與文振麟之子對調身份，並將其棄置於垃圾站後失蹤，而與其對調之男嬰出生不久後夭折 於第21集把高文健綁架在西貢的山洞中，後釋放他 於第35集為救墮樓凌潔茹而意外地與對方靈魂對調，在二人出院後再次靈魂對調回復自己身軀 於第36集被陳月芬看到胎記而得悉其真正身份，並差點遭其殺害 於第42集得悉自己真正身份為尚可望，並與尚家相認 於第50集表面上被鄺港生槍殺，實為宋仲基與自己設的局 最後在尚慶端退休後成為尚通銀行第二任董事長，並與尚可欣共同管理尚通銀行 參見霸永證券行 |
| 譚凱琪                             | 尚可嘉                                                                   | Julene、阿五（家人專稱） 30歲 五小姐 尚通銀行風險管理總監 曾是醫生，後來因為幫李志永做截肢手術保命，但他接受截肢手術後情緒激動，更向醫管局控告其斷症失誤，雖然其獲判勝訴但最後辭職 雷震、尚慶端之五女，於34集與尚慶瑞反目，後和好 尚慶莊之五姨甥女 尚可清、尚可秀、尚可頌、尚可瑤之五妹 尚可望之恩人兼好友，實為其五妹 尚可欣之五姐，並被其妒忌，於第34集反目，最後和好 包豹同父異母之五姐 尚可兒名義上之五姐，後以為是其五姨，於第50集揭發實際並無血緣關係 為人表面上刻薄毒舌 銀行界鐵娘子 於第7集登場 於第36集前往外國當無國界醫生 於第49集回港及與尚慶端和好 第50集決定再次做醫生 參見尚通銀行 |
| 龔嘉欣                             | 尚可欣                                                                   | Vivian、阿六（家人專稱） 29歲 六小姐 為人表面上機敏圓滑、人緣甚佳、與世無爭，實際上城府甚深 尚通銀行風險管理副總監→第36集起管理總監 雷震、尚慶端之六女 尚可清、尚可秀、尚可頌、尚可瑤之六妹 尚可望之冤家兼好友，實為其六妹 尚可嘉之六妹，並妒忌其，於第34集反目，最後和好 包豹同父異母之姐 尚可兒名義上之六姐，後以為是其六姨，於第50集揭發實際並無血緣關係 汶萊拿督、高文健之姨仔 與潘榮亨有感情線，後答應與其結婚，為其未婚妻，目的是要令尚慶端寵愛她 與古天諾有感情線 因多次為爭權而刻意挑起事端，而引起尚慶端不滿，於第49集和好 於第43集因得知凌潔茹有心靈感應能力而高薪挖角其至尚通銀行工作 於第46集因潘榮亨傳出醜聞而被尚慶端下令其與分手 最後與尚可望共同管理尚通銀行 於第7集登場 參見尚通銀行 |
| 江嘉敏                             | 尚可兒                                                                   | Evon、阿七（家人專稱）、恐龍姐 25歲 七小姐 巴西柔術高手 尚可清名義上之七妹，後以為是其生女 高文健名義上之姨子，後以為是其生女 尚慶端、雷震之養女，於第46集與尚慶端反目，後於第49集和好，但被其忽略 尚慶莊名義上之姨甥女 尚可秀名義上之七妹，後以為是其姨甥女及繼女 尚可頌、尚可瑤、尚可嘉、尚可欣名義上之七妹，後以為是其姨甥女 與尚可望有感情線，互生情愫且戀上，於第42集提及為其七妹，於第45集提及為真正關係為其外甥女，於第50集揭發實際並無血緣關係 從英國讀書畢業回港 為人沒有架子，與家中女僕們關係友好 喜歡設計及製作布偶 曾懷疑自己並不是雷震與尚慶端之親生女及身世 願望是到宜蘭開設民宿及工作坊，希望能夠不靠尚家自食其力 於第7集登場 於第45集與尚可望得知自己的身世 於第46集離開尚家前往台灣，於第49集返回尚家及與尚慶端和好 於第50集由雷震口中得知在南斯拉夫出生時與尚可清之親生女兒被調包，與尚家各人沒有血緣關係，後與尚可望相戀 |
| 余德丞                             | 尚浩洋                                                                   | Ocean、死窮鬼 24歲 化名蔡永洋 尚通銀行西環分行櫃台職員→總行大堂職員→企業銀行部職員→銀行行政總裁 曾是香港游泳代表隊隊員，因自己是尚家的男孫而放棄理想，後得尚慶端答應讓其完成運動員生涯後才接手銀行生意 林文強、尚可秀之子 高文健之養子 宋佳佳之好友，後成為其男友，後移情別戀分手 暗戀餘久宋安安，後為男友，但最後於第48集發現與其價值觀不一樣而分手 化名蔡永洋在尚通銀行工作，目的是要體驗打工仔的生活，不依靠尚家，因此在銀行沒有人知其真正身份，唯獨在杜如花離職向鄺港生交代才被其得知 於第16集登場 於第40集前往日本參與游泳集訓及比賽，第43集回港 參見尚通銀行 |
| 陳 豪                              | 尚 環／鄺港生（2047年）                                                  | 於2047年出現 鄺港生、尚可瑤之長子 尚水之孖生兄長 鄺港生為了長生不老而迫使其與他靈魂交換，被其奪去軀殼後遭其殺死，最後因為宋仲基和尚可望成功阻止鄺港生變成大魔頭而改寫結局 （客串第47、49集） |
| 陳凱琳                             | 尚 水                                                                    | 於2047年出現 尚可瑤、鄺港生之次女 尚環之孖生妹妹 宋旭之女友 於第49集被鄺港生殺死 透露鄺港生為了長生不老而以靈魂交換方式奪去其孖生兄長之身體，並將其兄殺死 最後因為宋仲基和尚可望成功阻止鄺港生變成大魔頭而改寫結局 （客串第47、49集） |
| 冼灝英                             | 馬行田                                                                   | 老馬 尚慶端及雷震之保鏢及助手 雷震、尚慶端及尚可望之好友 曾受尚慶端命令負責監視雷震一舉一動 受尚慶端及雷震指示於尚可兒之DNA鑑定報告中造假 於第37集為救尚慶端時被尚可望誤傷入院並因傷而經常情緒失控，在康復前將其工作暫時交由尚可望負責 於第43集康復後正式復職 |
| 曾慧雲                             | 張玉卿                                                                   | 卿姐 尚家管家主管 |
| 姚瑩瑩                             | 陸月娥                                                                   | 阿娥、娥姐 尚家管家 於第37集因勾引雷震而被尚慶端辭退 於第48集向尚慶端認錯 |
| 朱咪咪                             | 陳月芬                                                                   | Fanny、Fanny姐 於第37集接替陸月娥成為尚家管家，並暗中報復 於第46集因企圖毒死尚慶端一家，而被警察拘捕，更被揭發其患有精神病 參見鄺家 |
| 梁珈詠                             | Dora                                                                     | 尚家女僕 服侍尚可秀、高文健、尚浩洋 |
| 阮 兒                              | Regen                                                                    | 尚家女僕 服侍尚可瑤及鄺港生 於第49集因被馬行田揭發其暗中幫助鄺港生監視尚家而被解僱 |
| 徐玟晴                             | Mimi                                                                     | 尚家女僕 |
| 曾 敏                              | Fiona                                                                    | 尚家女僕 服侍尚可欣 |
| 陳華鑫                             | Sonia                                                                    | 尚家女僕 服侍尚可兒 |
| 崔錦棠                             | 洪 忠                                                                    | 忠哥 尚家司機 |

### 包家
- 住所地址：香港灣仔區跑馬地藍塘道翠苑

| 演員   | 角色                                      | 暱稱／關係 |
| 陳嘉嘉 | 包美霞                                    | 雷震之亡舊情人 包美娜之亡姊 包豹之亡母 |
| 邵美琪 | 包美娜                                    | Dina、Dina姐、阿姨（包豹、楊紫惠專稱） TVB電視台藝員科經理人 懷有包旭時懷疑生父為莫展翔或彪偉庭 包美霞之妹 彪偉庭之好友兼暗戀對象 莫展翔之情婦，後反目並分手 包旭之母 因宋仲基與包豹的軀殼靈魂對調而成為其阿姨(於第1-32集)，其後與其互生情愫，於未來成為其第三任妻子 宋安安未来继母 於第1集末登場 於第5集得知包豹與宋仲基對調軀殼 於第42集生下包旭（未來改名宋旭） |
| 吳業坤 | 包 豹（第1、32-50集）／宋仲基（第1-32集） | Power、阿爆、爆基 藝人 雷震之私生子，並憎恨及視其為殺母仇人，後在宋仲基的幫助下和好 包美霞之子 尚慶端之契子及繼子 尚可清、尚可秀、尚可頌、尚可瑤、尚可望(劉行)、尚可嘉、尚可欣同父異母之弟 尚可兒名義上同父異母兄，後以為是其舅父，於第50集揭發實則無血緣關係 與宋佳佳有感情線，後為其男友 宋仲基之冤家，后為好友 於第26集遭宋仲基借其名義及軀體捐肝給尚慶端 於第32集拒認雷震，並要其向包美霞的照片叩頭認錯不遂 於第32集回復自己身體後能夠見到之前宋仲基用其軀殼時見過之古老電視機出現 因多次見到古老電視機出現2047年香港會變成廢墟之影像及發現凌潔茹被困於2047年，於第49集與宋仲基前往2047年發現影像屬實，而令宋仲基及劉行設法改寫未來 於第50集憑自編電影《2047》獲多個奬項 |
| 蔣家旻 | 楊紫惠                                    | Sophia、紫惠、阿惠、東莞臘腸（宋仲基、劉行專稱） 尚通銀行西環分行櫃台職員 包豹之表妹，並被其暗戀 包旭之表姐 宋佳佳之好友 與宋仲基不和 鍾情劉行，但無果 與秦少聲開始交往，計劃一起去旅行期間差點遭其迷姦，幸被劉行及時撞破及阻止 於第30集返回加拿大 |

### 老禮冰室
| 演員           | 角色   | 暱稱／關係                                               |
| 曹永廉（壯年） | 宋 禮  | 老闆 於第32集過世後將冰室老闆一職交由宋仲強接手 參見宋家 |
| 姜大衛         | 宋 禮  | 老闆 於第32集過世後將冰室老闆一職交由宋仲強接手 參見宋家 |
| 安德尊         | 宋仲強 | 於第32集起接任老闆 參見宋家                              |
| 樊亦敏         | 黎水珠 | 收銀員，於第32集起為老闆娘 參見宋家                      |
| 歐陽震華       | 宋仲基 | 於第50集在成功研製禮記辣醬後接手老禮冰室 參見宋家        |
| 莫家淦         | 黎 明  | 伙記 黎水珠之姨甥                                        |
| 陳嘉寶         | 宋安安 | 外賣員 參見宋家                                          |
| 麥明詩         | 宋佳佳 | 伙記 參見宋家、包家                                      |
| 吳業坤         | 包 豹  | 伙記 參見宋家、包家                                      |

### TVB電視台
| 演員   | 角色    | 暱稱／關係 |
| 鄭子誠 | 莫展翔  | 莫生 高層 鄺港生之舊同學 在妻子患癌期間背著她偷情 包美娜、Kitty之情夫，後反目 於第40集控告凌潔茹刻意將推其落樓梯而令其受傷 包旭50%可能性之父 於第43集交代尚可欣在庭上指當時目睹其因一時失足而跌落樓梯受傷，與凌潔茹無關（客串第1、5、9、22-25、40-42集） |
| 邵美琪 | 包美娜  | Dina、Dina姐 藝員科經理人 莫展翔之情婦，後反目 Kitty之妒忌對象，後和好 一直協助凌潔茹及尚可瑤爭取不同工作機會 參見包家 |
| 田蕊妮 | 凌潔茹  | 阿茹 多棲藝人 2004年香港小姐友誼小姐 《婚前，婚後》／《都市閒情》節目主持 因拍攝劇集《唐家家暴》而竄紅 拍攝首次擔任第一女主角的劇集《結盟》時多次受傷而導致聽力受損，因此被導演換角 參見宋家                                                             |
| 李佳芯 | 尚可瑤  | Paris 多棲藝人 羅思思之死敵，多次被其毆打 因拍攝劇集《唐家家暴》而竄紅 頂替聽力受損之凌潔茹拍攝《結盟》，並擔任第一女主角 參見尚家 |
| 吳業坤 | 包 豹   | 阿爆 藝人 參見包家 |
| 胡 㻗  | 程 峰   | 藝人 蘇太之情人（第1、3、8、42集） |
| 利穎怡 |         | 演員（第1、5、8集） |
| 司徒暉 |         | 演員（第1、4-5、8集） |
| 方紹聰 | 狂 龍   | 演員 包豹之好友（第2-4、8、12集） |
| 譚焯升 | 喪 虎   | 演員 包豹之好友（第2-3、8集） |
| 潘梓鋒 |         | 新聞主播（第2、5、48集） |
| 李日昇 |         | 演員（第3集），2047年叛軍（第49集） |
| 劉溫馨 | BoBo    | 演員 尚可瑤之朋友（第3-5、8集） |
| 甄詠珊 | Anna    | 演員 尚可瑤之朋友（第3-4集） |
| 梁麗翹 | Bella   | 演員 尚可瑤之朋友（第3-4集） |
| 謝芷倫 | Cathy   | 演員 尚可瑤之朋友（第3-4集） |
| 文雅   |         | 演員 尚可瑤之朋友（第3-4集） |
| 蘇韻姿 | Tracy   | 包美娜之下屬（第4、6、42集） |
| 阮嘉敏 | Molly   | 包美娜之下屬（第4、6、42集） |
| 黃碧蓮 | Vicky   | 包美娜之下屬（第4、6、42集） |
| 麥皓兒 | Rainbow | 演員（第4集） |
| 林淑敏 | Money姐 | 《富貴坊》財經主持（第4、7集） |
| 吳幸美 |         | 娛樂新聞節目主持 （第4、23集） |
| 淼     | 胡珊珊  | 演員 包豹藝員訓練班之同學 於第28集協助宋仲基扮成其情婦，目的令凌潔茹對其死心 於第34集前往韓國做整容手術（第8、27、34集） |
| 區軒瑋 |         | 《婚前，婚後》導演（第8集） |
| 吳文舜 |         | 保安（第9集） |
| 林盛斌 | Bob     | 超級Bob Bob趣主持 （客串第10－11集） |
| 朱智賢 | 羅思思  | 演員 《唐家家暴》主角之一 在選港姐時已經與尚可瑤不和 曾於拍攝掌摑戲份期間由借位拍攝改為真打，更大力地毆打尚可瑤，還故意NG令其被摑了十多巴 於第16集登場                                                                                                   |
| 鄭家生 | 鄭家生  | 《阿爺打功夫》之參加者 鼎爺與宋禮之好友及武術同好 雜家拳高手（第30－32集） |
| 蕭徽勇 |         | 《阿爺打功夫》之節目監製（第31集） |
| 伍慶華 |         | |

- 節目影射
  - 《唐家家暴》→《溏心風暴》
  - 《結盟》→《同盟》
  - 《富貴坊》→《創富坊》
  - 《婚前，婚後》→《婚前昏後》
  - 《阿爺打功夫》→《阿爺廚房》

### 尚通銀行
| 演員     | 角色          | 暱稱／關係 |
| 汪明荃   | 尚慶莊        | 非執行董事 參見尚家 |
| 馬海倫   | 尚慶端        | 董事長，第50集退休 參見尚家 |
| 張繼聰   | 劉行／ 尚可望 | 第50集繼承董事長之位 參見尚家／霸永證券行 |
| 許紹雄   | 雷 震         | 行政總裁 參見尚家 |
| 關禮傑   | 高文健        | 副行政總裁→總行大堂經理（第39集起） 第46集被尚慶端解僱 參見尚家 |
| 江美儀   | 尚可秀        | 副行政總裁 參見尚家 |
| 譚凱琪   | 尚可嘉        | 風險管理部總監，後辭職 參見尚家 |
| 龔嘉欣   | 尚可欣        | 風險管理部副總監→風險管理部總監→第50集與其兄尚可望(劉行)一同管理銀行業務 參見尚家 |
| 江嘉敏   | 尚可兒        | 總行客戶主任 參見尚家 |
| 宋熙年   | 杜如花        | Bonnie、Bonnie姐 西環分行經理，於第20集辭職 高文健之情婦，後反目 與鄺港生針鋒相對，更試過設局企圖陷害對方但被其識破，後和好 Jason之女友                                                                        |
| 余德丞   | 尚浩洋        | Ocean 化名蔡永洋 西環分行櫃台職員→總行大堂職員→銀行企業部職員 於第39集向尚慶端表示欲擔任職業泳手參加世界賽，並得到其批准結束運動員生涯後才接管銀行 參見尚家                                                    |
| 陳 豪    | 鄺港生        | Mike、Mike Sir 西環分行副經理（第16集起）→西環分行經理(第20集起)→總行大堂經理→銀行企業部總經理（第36集起） 參見鄺家                                                                                            |
| 歐陽震華 | 宋仲基        | Richard 銀行企業部副經理（第38集起） 鄺港生之下屬 參見宋家 |
| 胡鴻鈞   | 潘榮亨        | Henry、亨少 銀行企業部副經理（第40集起） 第46集被尚可欣解僱 |
| 田蕊妮   | 凌潔茹        | 尚可欣之行政助理，隸屬風險管理部（第43集起） 第46集被尚可欣解僱 參見宋家 |
| 李 豪    | 范安迪        | Andy 西環分行客戶服務員→總行大堂職員→總行職員→銀行企業部職員 鄺港生之下屬 |
| 尹詩沛   | 楊敏娟        | 西環分行職員→總行職員→銀行企業部職員 鄺港生之下屬 |
| 蘇麗明   | 李 慧         | Mary姐 西環分行職員→總行職員→銀行企業部職員 鄺港生之下屬 |
| 趙樂賢   | 陸子聰        | 阿聰 西環分行職員→總行職員→銀行企業部職員 鄺港生之下屬 |
| 邵卓堯   | 夏一維        | 阿一 西環分行職員→總行職員→銀行企業部職員 |
| 祝文君   | Pauline       | 尚慶端之秘書（第8集起） |
| 衛志豪   | 張子豪        | 高文健之下屬 |
| 蔣家旻   | 楊紫惠        | Sophia、阿惠、東莞臘腸 西環分行櫃台職員 於第30集離職 參見包家 |
| 麥明詩   | 宋佳佳        | 佳佳 西環分行櫃台職員 於第30集離職 參見宋家 |
| 蔡康年   | 古 武         | 總行大堂副經理 |
| 湯俊明   | 陳世文        | 西環分行客户服務主任 和蘭無根合謀騙取尚慶端的九千萬美元，並綁架羅志威 於第19集被捕 |
| 潘冠霖   | 吳錦慈        | 西環分行操作主管 |
| 周梓盈   | 萬曼妮        | 西環分行職員 |
| 曾守明   | 胡為本        | 西環分行職員 |
| 周麗欣   | 梁芷君        | 西環分行之銀行職員 |
| 鄧永健   | 曾國輝        | 西環分行之銀行職員 |
| 陳家良   | 吳有利        | 西環分行之銀行職員 |
| 鍾鈺精   |               | 西環分行之銀行職員 |
| 林景程   | 秦少聲        | 西環分行櫃台職員 企圖迷姦楊紫惠被劉行撞破及阻止 |
| 范仲     | 曾學城        | 西環分行保安（第6集） |
| 黃穎君   | 何思梅        | 總行大堂職員（第8集起） |
| 林宥喬   | 葉宏發        | 總行大堂職員（第8集起） |
| 張雪瑩   | 恭如嬌        | 總行大堂職員（第8集起） |
| 吳展驊   | 何少喜        | 總行大堂職員（第8集起） |
| 吳曠利   | 張志財        | 總行大堂職員（第8集起） |
| 關浩揚   | 高進山        | 總行大堂職員（第8集起） |
| 吳綺珊   | 方 敏         | 總行大堂職員（第8集起） |
| 鄭詠謙   | 李 昊         | 總行大堂職員（第8集起） |
| 劉嘉琪   | 劉婉怡        | 總行大堂職員（第8集起） |
| 鄭健樂   | 張國孝        | 總行大堂保安（第8集起） |
| 何遠東   | 羅志威        | Paul、Paul哥 前西環分行副經理 Dory之主人 家人於深圳生活 曾因喝醉酒後非禮宋佳佳 失蹤前其實已被杜如花解僱，眾職員誤會其已自殺身亡 被蘭無根和陳世文綁架，後被鄺港生和劉行拯救，返回銀行向眾人解釋失蹤後事情之始末 |
| 魯振順   | Duncan Yip    | 企業部前任經理，曾服務三十年，因接洽生意手法出現問題而遭解僱，由鄺港生取代 不忿被解僱而前往總行脅持尚慶端，後得劉行及馬行田出手救將其制服（第36-37集）                                                         |
| 章志文   | Otto          | 企業部前主管 因偷取銀行客戶資料被鄺港生發現後在其警戒下被逼自動辭職（第37集） |

### 「DAY DAY LOVE」婚姻介紹中心
| 演員   | 角色   | 暱稱／關係                           |
| 江美儀 | 尚可秀 | 創辦人兼行政總裁 參見尚家            |
| 吳嘉儀 | Suki   | 尚可秀秘书（第8集起）                |
| 陳念君 | Mary   | 員工（第8集起）                      |
| 何佩珉 | Winnie | 員工（第8集起）                      |
| 張繼聰 | 劉 行  | 員工 於第15集獲聘請 於第33集正式請辭 |

### 霸永證券行
| 演員           | 角色                                                                     | 暱稱／關係 |
| 黃又南（青年） | 林 霸                                                                    | 鬼腳七、霸叔、阿霸（尚慶端專稱） 江湖中人 劉行之養父及對其有養育之恩 林尚明之父 尚慶端之舊情人及好友 於第13集被林尚明陷害販毒而被捕，於醫院中打暈警察企圖逃走時被常鵰殺害 死後將霸永公司交給劉行打理（第7集起） （第8－13集） |
| 易智遠（中年） | 林 霸                                                                    | 鬼腳七、霸叔、阿霸（尚慶端專稱） 江湖中人 劉行之養父及對其有養育之恩 林尚明之父 尚慶端之舊情人及好友 於第13集被林尚明陷害販毒而被捕，於醫院中打暈警察企圖逃走時被常鵰殺害 死後將霸永公司交給劉行打理（第7集起） （第8－13集） |
| 秦 煌          | 林 霸                                                                    | 鬼腳七、霸叔、阿霸（尚慶端專稱） 江湖中人 劉行之養父及對其有養育之恩 林尚明之父 尚慶端之舊情人及好友 於第13集被林尚明陷害販毒而被捕，於醫院中打暈警察企圖逃走時被常鵰殺害 死後將霸永公司交給劉行打理（第7集起） （第8－13集） |
| 鄭耀軒（童年） | 劉行／尚可望（4年前、第5-50集）／任仁炳（4年前-第5集）／凌潔茹（第35集） | Walking 前黑社會準坐館→大廈管理員→辦公室助理→黑社會坐館→霸永證券行老闆／「DAY DAY LOVE」婚姻介紹中心職員 於台灣出生，經常被養父母虐打，多年前跟隨他們來港生活，在他們死後跟隨林霸生活 尚慶端、雷震之子 林霸之養子 宋仲基之好友 鄺港生之好友兼舅仔 林尚明之契弟及不滿對象 林靜雯之前男友 楊紫惠之鍾情對象 在林霸死後接手其黑市生意並將其生意轉正行 於與任仁炳靈魂轉換後對佛學略有研究及懂得动物语言 於第5集換回其軀殼 於第19集和鄺港生拯救狗隻Dory和被綁架的羅志威 於第31集為幫誼父林霸報仇企圖殺死常鵰，得包豹勸導下放棄殺死常鵰，經相處後已放下對其之怨恨 在常鵰勸說下令其前黑社會的手下洗心革面，最後與眾人成功將霸永公司生意轉為正行 參見尚家 |
| 張繼聰         | 劉行／尚可望（4年前、第5-50集）／任仁炳（4年前-第5集）／凌潔茹（第35集） | Walking 前黑社會準坐館→大廈管理員→辦公室助理→黑社會坐館→霸永證券行老闆／「DAY DAY LOVE」婚姻介紹中心職員 於台灣出生，經常被養父母虐打，多年前跟隨他們來港生活，在他們死後跟隨林霸生活 尚慶端、雷震之子 林霸之養子 宋仲基之好友 鄺港生之好友兼舅仔 林尚明之契弟及不滿對象 林靜雯之前男友 楊紫惠之鍾情對象 在林霸死後接手其黑市生意並將其生意轉正行 於與任仁炳靈魂轉換後對佛學略有研究及懂得动物语言 於第5集換回其軀殼 於第19集和鄺港生拯救狗隻Dory和被綁架的羅志威 於第31集為幫誼父林霸報仇企圖殺死常鵰，得包豹勸導下放棄殺死常鵰，經相處後已放下對其之怨恨 在常鵰勸說下令其前黑社會的手下洗心革面，最後與眾人成功將霸永公司生意轉為正行 參見尚家 |
| C 君           | 林尚明                                                                   | Clever 林霸之子 江湖中人 尚可望(劉行)之養兄，並視其為眼中釘，後反目，最後和好 不滿父親林霸死後將公司留給劉行打理 於第33集因販毒被捕 |
| 翟威廉         | 火 嘴                                                                    | 霸永證券行員工→霸永證券行經紀 原為蠱惑仔，得劉行勸說及協助下，最後洗心革面轉做正行 劉行之下屬及好友（第7集起） |
| 李興華         | 吳 秋                                                                    | 霸永證券行員工→霸永證券行經紀 原為蠱惑仔及林尚明之手下，得劉行勸說及協助下，最後洗心革面轉做正行（第6集起） |
| 曾海昌         | 李 勁                                                                    | 霸永證券行員工→霸永證券行經紀 原為蠱惑仔及林尚明之手下，得劉行勸說及協助下，最後洗心革面轉做正行（第6集起） |
| 盧偉文         |                                                                          | 林霸之手下（第7集起） |
| 計祥龍         |                                                                          | 林霸之手下（第7集起） |

### Win Win Brothers／All In Bank
| 演員     | 角色         | 暱稱／關係 |
| 吳岱融   | Martin       | Win Win Brothers香港業務總監 宋仲基之上司兼伯樂，實不滿其，後反目 （客串第1、3、9、27、35集） |
| 黎彼得   | Roger        | All in Bank行政總裁 鄺港生之上司（客串第1、3、9、27、35集） |
| 歐陽震華 | 宋仲基       | Richard Win Win Brothers投資銀行家 Martin之下屬 於第35集被正式解僱 參見宋家 |
| 歐陽震華 | 包 豹        | All In Bank辦公室助理 鄺港生之下屬 於第5集入職 於第9集離職 參見包家/宋家 |
| 陳 豪    | 鄺港生       | Mike、Mike Sir All In Bank投資銀行家 於第9集被解僱 參見鄺家 |
| 李 健    | George       | All in Bank投資銀行家 於第9集頂替鄺港生（第1、3、9集） |
| 沈可欣   | Mandy        | Win Win Brothers職員→All in Bank職員→Win Win Brothers職員 宋仲基之秘書→鄺港生之秘書→George之秘書→Martin之秘書 於第2集因毛安妮辭職而被鄺港生由Win Win Brothers挖角過All In Bank 於第35集前重返Win Win Brothers（第1集起）                                             |
| 陳偉琪   | 毛安妮       | Annie All in Bank職員 鄺港生之秘書，並痴戀其 於第2集因性騷擾鄺港生被迫辭職 於第3集因繼續性騷擾鄺港生而被捕 於第4集找打手襲擊鄺港生再次被捕而入獄 出獄後高攀薛福集團總裁成為少奶奶，於第37集更以談公事為名引鄺港生出現並勾引其，但反被其作弄並被捕（第1-4、27、37集） |
| 楊證樺   | Tom          | Win Win Brothers投資銀行家→All In Bank投資銀行家 宋仲基之下屬→鄺港生之下屬→George之下屬→Martin之下屬 於第1集出賣宋仲基 於第2集跳槽過All In Bank 於第35集前重返Win Win Brothers（第1集起）                                                                            |
| 丘梓謙   | Ben          | Win Win Brothers投資銀行家→All In Bank投資銀行家 宋仲基之下屬→鄺港生之下屬→George之下屬→Martin之下屬 於第1集出賣宋仲基 於第2集跳槽過All In Bank 於第35集前重返Win Win Brothers（第1集起）                                                                            |
| 阮政峰   | Alan         | Win Win Brothers投資銀行家→All In Bank投資銀行家 宋仲基之下屬→鄺港生之下屬→George之下屬→Martin之下屬 於第1集出賣宋仲基 於第2集跳槽過All In Bank 於第35集前重返Win Win Brothers（第1集起）                                                                            |
| 盧峻峯   | Jacky        | Win Win Brothers投資銀行家→All In Bank投資銀行家 宋仲基之下屬→鄺港生之下屬→George之下屬→Martin之下屬 於第1集出賣宋仲基 於第2集跳槽過All In Bank 於第35集前重返Win Win Brothers（第1集起）                                                                            |
| 李君妍   | Ivy          | Win Win Brothers投資銀行家→All In Bank投資銀行家 宋仲基之下屬→鄺港生之下屬→George之下屬→Martin之下屬 於第1集出賣宋仲基 於第2集跳槽過All In Bank 於第35集前重返Win Win Brothers（第1集起）                                                                            |
| 陳俊堅   |              | All in Bank投資銀行家 鄺港生之下屬（第1集起） |
| 沈愛琳   |              | All in Bank投資銀行家 鄺港生之下屬（第1集起） |
| 章景恆   |              | All in Bank投資銀行家 鄺港生之下屬（第1集起） |
| 秦啟維   |              | All in Bank投資銀行家 鄺港生之下屬（第1集起） |
| 伍禮騫   |              | All in Bank投資銀行家 鄺港生之下屬（第1集起） |
| 楊嘉欣   |              | All in Bank投資銀行家 鄺港生之下屬（第1集起） |
| 馮奕森   |              | All in Bank投資銀行家 鄺港生之下屬（第1集起） |
| 曹思詩   |              | All in Bank投資銀行家 鄺港生之下屬（第1集起） |
| 嘉 駿    |              | Win Win Brothers投資銀行家（第1集） |
| 包曉華   | 琼 姐        | All in Bank辦公室助理 行政總裁私人泡茶（第5集） |
| 張繼聰   | 劉行／尚可望 | All in Bank辦公室助理 於第9集離職 參見尚家 |

### 其他演員
| 演員       | 角色                                        | 暱稱／關係 |
| 森 美      | 古天諾                                      | Mr. Cool、大頭B（鄺港生專稱） 建築師／富二代／創古食品後人／拳界王子／環保主義人士 古天愛之弟 鄺港生之舊同學兼好友，於第49集反目，最後和好 尚可瑤之男友並與其有政治婚姻，後分手，後為好友 央金卓瑪之契仔，後反目 被尚可欣巴結 患上情緒病，後康復 於第3集登場 於第8集在與尚可瑤訂婚典禮上悔婚，之後離開香港 於第33集回港，並得知鄺港生與尚可瑤結婚只是一場交易 於第40集被徐國彬「誣陷」患上精神病 於第44集向外宣佈為金主集团香港中藥園融資計劃的代理人 於第49集交代因不滿央金卓瑪企圖於香港興建核電廠而反目，並與一眾環保人士一同抗議 於第50集因在興建核電廠地址內發掘出宋朝古物，而令央金卓瑪無法興建核電廠 |
| 陳狄克     | 任仁炳（4年前、第5集）／劉行（4年前-第5集） | 任伯 管理員 王玉蓮之夫 患有末期癌症 於4年前與劉行之靈魂對調 於第5集與其之靈魂再度對調，並成功使自己之靈魂再度返回自己之肉體 |
| 胡鴻鈞     | 潘榮亨                                      | Henry、亨少 澳門賭場及潘鷹集團太子爺／富二代 潘傲江之嫡長子 潘榮安、潘麗明同父異母之兄 與尚可欣有感情線及政治婚姻，後為其未婚夫 被尚可欣刻意安排到尚通銀行企業部任副經理 原被尚慶端安排與尚可瑶交往，但不果 有被虐狂及易服癖，並喜愛蜘蛛等外形惡心的生物 因只顧吃喝玩樂，而在潘氏集團失勢，並被潘傲江財政封鎖 於第8集登場 於第46集有被虐及易服癖的秘密被雜誌揭發兼廣泛報導及已在其父之集團中失勢，而被尚慶端嫌棄並與尚可欣反目及分手，同時被其解僱 |
| 歐瑞偉     | 高 倉                                       | 深夜食堂「食唔食」老闆兼唯一廚師 宋仲基、鄺港生、劉行之好友 |
| 黃毅進     |                                             | 機場職員（第1集） |
| 蘇可欣     |                                             | 旅客（第1集） |
| 代蓮曦丹美 |                                             | 遊客（第1集） |
| 代蓮曦丹美 | 潘榮亨之好友（第29、46集）                  | |
| 陳榮峻     |                                             | 的士司機（第1集） |
| 姚宏遠     | Jack                                        | 攀石運動員（第1集） |
| 姚宏遠     | 德 仔                                       | 男妓（第3集） |
| 姚宏遠     | 富二代（第5集）                             | |
| 黃耀英     | Gary                                        | 蘇太之繼子（第1、3集） |
| 譚俊雄     |                                             | 大廈管理員（第1、9集） |
| 李晉強     | 戴正廣                                      | 《愛在千秋》男主角（第1-3集） |
| 陳勉良     | 澤                                          | 戲院保安（第1、5、13集） |
| 郭子豪     | 東 延                                       | 韓國演員（第1-2集） |
| 郭家俊     | 葉志康                                      | 醫生（第1、4集） |
| 何沛霖     |                                             | 髮型師（第1集） |
| 何沛霖     | 拳擊賽觀眾（第3集）                         | |
| 曾玉娟     |                                             | 收銀員（第1集） |
| 韓毓霞     |                                             | 香城大學主任（第1集） |
| 張漢斌     | 水魚祥                                      | 海鮮檔檔主／街坊（第1集起） |
| 吳香倫     | 菜 婆                                       | 菜檔檔主／街坊 兒子患有情緒病，曾多次以蔬果劫持尚通銀行的職員，並聲稱打劫（第1集起） |
| 江富強     | 雞 佬                                       | 雞檔檔檔主／街坊（第1集起） |
| 蘇恩磁     | 蘇 太                                       | Amisa主席 Gary之繼母 程峰之情人（第1、3集） |
| 黃 欣      |                                             | 空姐（第1集） |
| 黃梓瑋     | Ada                                         | 空姐（第1集） |
| 張名雅     |                                             | 空姐（第1集） |
| Kelvin S   |                                             | 畫家（第2集） |
| Kelvin S   | 魔術師（第3集）                             | |
| 金韋飛     |                                             | 路人（第2集） |
| 陳浩鏘     |                                             | 學生（第2集） |
| 唐嘉麟     | 了 哥                                       | 調酒師（第2集起） |
| 鄧以豪     |                                             | 搬運工人（第3集） |
| 鄧重謙     |                                             | 搬運工人（第3集） |
| 陳婉衡     |                                             | 記者（第3集） |
| 林映輝     | 葉漫漫                                      | 尚可瑤之經理人（第3、6、8集） |
| 姚浩政     |                                             | 拳擊賽評判（第3集） |
| 麥凱程     |                                             | 拳擊賽觀眾（第3集） |
| 麥凱程     | 泊車仔（第4集）                             | |
| 楊家寶     |                                             | 記者（第3、6、8集） |
| 陳彼得     |                                             | 印度工人（第4集） |
| 葉 暐      | 許志邦                                      | 重案組探員 宋仲基、鄺港生、刘行之好友 於第4集拘捕找打手襲擊鄺港生的毛安妮 於第19集拘捕意圖騙去尚慶端九千萬的蘭無根及同謀陳世文 於第46集拘捕意圖下毒毒害尚家的陳月芬 於第48集處理淩潔茹失蹤案件 於第49集拘捕偷去淩潔茹手機之爛命茄（第4、19、46、48-49集） |
| 關梓陽     |                                             | 警員（第4、19、46、48-49集） |
| 曾健明     |                                             | 道士（第4集） |
| 唐家雄     |                                             | Pizza送貨員（第4集） |
| 鍾志光     |                                             | 私家偵探（第4集） |
| 伍秉君     |                                             | 包租公（第5集） |
| 張青雲     |                                             | 老師（第5集） |
| 郭千瑜     |                                             | 1977年演員（第5、13集） |
| 葉凱茵     | 婷                                          | 能量果汁推銷員（第5集） |
| 甄懋強     | 程 生                                       | 富豪（第5集） |
| 區靄玲     | 媚 姐                                       | 龜婆（第5集） |
| 盧海鷹     |                                             | Pizza店收銀員（第5集） |
| 賀 峰      |                                             | 廣告老闆（第6集） |
| 袁鎮業     | 謝中軒                                      | 少年軍領袖，實為騙子 於第10集潛逃外國（第6集） |
| 鄧以婷     |                                             | 辣妹（第6集） |
| 黃文意     |                                             | 少年軍（第6-7集） |
| 陳靖雲     |                                             | 記者（第6、8集） |
| 譚永浩     |                                             | 賊仔（第7集） |
| 陳振業     |                                             | 中醫師（第9、43集） |
| 謝可逸     | 陳一春                                      | 尚浩洋之泳隊隊友（第18、25、38集） |
| 施駿喆     | 李永潮                                      | 尚浩洋之泳隊隊友（第18、25、38集） |
| 高爾珩     |                                             | 杜如花之親友 協助杜如花設局陷害鄺港生，於投訴時說謊指鄺港生在未經其同意下購入高風險基金令其血本無歸，但此計劃因早已被其識破而失敗（第18集） |
| 張詩欣     | 羅 拉                                       | 盜墓者（第19集） |
| 黃愷怡     |                                             | 店舖職員 |
| 梁 茵      | 嫻                                          | 林尚明之妻 林霸之媳婦 與其育有一子 |
| 溫家偉     | 張 經                                       | Matt 宋禮參選區議會競選之助選團成員 |
| 許家傑     |                                             | 賊人，打劫尚通銀行西環分行，並用手槍劫持Kitty，最後被鄺港生及包豹（宋仲基）合力制服（第24集） |
| 黃文迪     |                                             | 醫生(第25集) |
| 蔡國威     | 張萊                                        | 尚浩洋之游泳教練（第25、38集） |
| 游莨維     |                                             | 負責處理劉行及林尚明庭外和解一事之律師（第33集） |
| 黃得生     | 阿超                                        | 富二代 潘榮亨之好友（第29-30、44、46集） |
| 程 皓      |                                             | 富二代 潘榮亨之好友（第29-30、46集） |
| 王德基     |                                             | 富二代 潘榮亨之好友（第29-30、46集） |
| 譚偉權     |                                             | 駱業銀行經理 |
| 董敬文     |                                             | 凌潔茹之主診醫生（第34-35集） |
| 紀保羅     |                                             | 神父 於勸導陳月芬而被其虐打（第36集） |
| 姚 兵      |                                             | 在34年前於台南醫院替尚慶端接生之醫生（第36、42集） |
| 黃文迪     |                                             | 馬行田之主診醫生（第37集） 尚可瑤之主診醫生（第50集） |
| 葉蒨文     |                                             | 職員（第39集） |
| 葉蒨文     | 辣妹（第42集）                              | |
| 陳鴻碩     |                                             | 劉行之養父 於34年前收養被陳月芬棄置在台南醫院外垃圾站之尚可望（第42集） |
| 李岡龍     |                                             | 銀行家（第44集） |
| 煒 烈      |                                             | 銀行家（第44集） |
| 陳佳琳     | 騰雞叔                                      | 前鑑光酒樓企檯 告知尚可瑤及凌潔茹有關陳月芬及鄺港生之身世背景（第44-45集） |
| 馬俊傑     | 男朋友                                      | 於摩天輪下吵架之情侶 Abby之男友 將兩張乘坐摩天輪門票送給宋仲基及包美娜（第46集） |
| 魏芝       | Abby                                        | 於摩天輪下吵架之情侶 男朋友之女友（第46集） |
| 杜大偉     | 爛命茄                                      | 小偷 於第47集偷去凌潔茹手機 於第49集被許Sir拘捕（第47、49集） |
| 鍾君揚     |                                             | 急症室醫生（第48集） |
| 李漫芬     |                                             | 尚慶莊之秘書（第48-49集） |
| 王致狄     | 戴志力                                      | 尚浩洋之泳隊隊友（第18、38集） |
| 王致狄     | 2047年之反政府叛軍（第49集）                | |
| 王致狄     | 2047年之政府軍大魔頭（第50集）              | |
| 李嘉晉     |                                             | 2047年之反政府叛軍（第49-50集） |
| 司徒暉     |                                             | 2047年之反政府叛軍（第49-50集） |
| 李日昇     |                                             | 2047年之反政府叛軍（第49-50集） |
| 徐玟晴     |                                             | |
| 陳志健     |                                             | |
| 周嘉洛     | 鄧家朗                                      | 長生店繼承人 尚通銀行之客戶 （第41集） |

### 特別客串 / 特別演出（按出場序排列）
| 演員            | 角色                          | 暱稱／關係 |
| 張彥博          |                               | 的士司機 （第1集） |
| 陳維冠          |                               | 旅客 （第1集） |
| 陳維冠          | 電視台導演 （第2集）          | |
| 呂慧儀          | 大 媽                         | 飛機乘客 （第1集） |
| 黎彼德          | Roger                         | 鄺港生生意上之客戶 為人好色 以商業潛規則為名非禮尚可瑤 （第1、24集） |
| 古明華          | 常 鵰                         | 鵰兄 情緒病病人 前CIB總督察 第一位知道包豹的真正身份是宋仲基，并相信其并非精神病 宋仲基之好友 學佛之人 禁錮包美娜、包豹及劉行 於第13集殺死林霸 於第27集聯同宋仲基綁架包豹 於第31集被劉行知道他是殺林霸的凶手 劉行之報復對象，之後雙方經談論佛學後，二人終化解恩怨 （第2、13、26-32集） |
| Ben Sir         | 湯漢邦                        | 慈愛醫院精神科顧問主管醫生 宋仲基之醫生 （第2、17集） |
| 徐 榮           | 彪偉庭                        | Bill 包美娜之好友，並暗戀其 楊紫惠之暗戀對象 包豹之好友 包旭50%可能性之父 於第9集返回加拿大，第40集回港（第2－7、9、40-41集） |
| 馮素波          | 王玉蓮                        | 蓮姨 任仁炳之妻 患有老人癡呆症，實為假扮 看穿任仁炳與劉行有交換靈魂 （第2－3、5集） |
| 阮小儀          | 古天愛                        | 富二代／創古食品後人 古天諾之姊 徐國彬之妻，後離婚 （第3、6、8集） |
| 吳家樂          | 徐國彬                        | 古天愛之夫，後離婚 古天諾之前姐夫 向尚可瑤表示古天諾被證實患有情緒病 （第3、6、8、40集） |
| 黃翠如          | 林靜雯                        | 雯雯 劉行之前女友 （第3－5集） |
| 譚炳文 （聲演） | 豬頭人的士司機                | 駕駛時光倒流的士的豬頭人的士司機 （第5、9、13、17、25、34、42、47、49集） |
| 阮兆祥          |                               | 老禮冰室食客 （第8集） |
| 岑杏賢          | 梁昭瑩                        | 鄺港生之大學同學兼女友，後為其妻 只在鄺港生昏迷時於夢境中出現（第9集） |
| 黃祥興          | 佘燦森                        | 藝術家 出身貧窮 尚可頌之夫，於第12集離婚 尚慶端、雷震之前三女婿，被他們針對及討厭 尚慶莊之前三姨甥女婿 尚可清、尚可秀之前三妹夫 尚可瑤、尚可望、尚可嘉、尚可欣、包豹之前三姐夫 汶萊拿督、高文健、鄺港生之前連襟 尚可兒之前養三姨丈 尚浩洋、尚環、尚水之前三姨丈 （第11－12集）         |
| 張國強          | 蘭無根                        | 無根大師 尚慶端之風水師傅 與陳世文合謀騙取尚慶端的九千萬，並綁架羅志威 一直建議尚慶端種生基改善尚家命運 被鄺港生識破覬覦尚慶端的九千萬，並聯手設局使自己中計 於第19集被捕 （第13、19集）                                                                                               |
| 莊思明          | Ada                           | 尚可瑤之死敵 （第14集） |
| 蕭正楠          | 麻煩客                        | 「DAY DAY LOVE」婚姻介紹中心之客戶，實為尚可秀請來測試劉行能否通過第二階段面試的假顧客 角色影射以公關題材為主的《幕後玩家》的角色 （第15集） |
| 劉佩玥          | 麻煩客                        | 「DAY DAY LOVE」婚姻介紹中心之客戶，實為尚可秀請來測試劉行能否通過第二階段面試的假顧客 角色影射以公關題材為主的《幕後玩家》的角色 （第15集） |
| 黃山怡          | 麻煩客                        | 「DAY DAY LOVE」婚姻介紹中心之客戶，實為尚可秀請來測試劉行能否通過第二階段面試的假顧客 角色影射以公關題材為主的《幕後玩家》的角色 （第15集） |
| 姚嘉妮          | 麻煩客                        | 「DAY DAY LOVE」婚姻介紹中心之客戶，實為尚可秀請來測試劉行能否通過第二階段面試的假顧客 角色影射以公關題材為主的《幕後玩家》的角色 （第15集） |
| 鄧英敏          | 鍾 汐                         | 原任中西區皇后選區區議員 老三順海味店店主 鍾泰之父 因病需坐輪椅（其實只是欂櫨蓋受傷）而請辭，議席需要補選，並推舉鍾泰參選意圖「世襲」議席（第17－20、22集） |
| 陸 永           | 鍾 泰                         | 花膠仔 區議員候選人→中西區皇后選區區議員 鍾汐之子 老三順海味店太子爺 志願為當農夫，並不想當議員 雷震之對手，實為暗中幫助他當選，但最終仍成功當選 宋安安之暗戀對象，後為其男友，於第36集分手 （第17－24、36集）                                                                         |
| 羅 蘭           | Laura                         | Laura婆婆 表面上是拾荒老人，有習慣性竊物癖，因教孫兒偷竊而被女兒禁止其再見孫 （客串第18-19、23、29集） |
| 周寶霖          |                               | Laura之女兒 （第29集） |
| 陳智燊          | Jason                         | 保安員 杜如花之男友 角色影射宋熙年之夫 （第20－21集） |
| 李家鼎          | 鼎 爺                         | 《阿爺打功夫》節目負責人 宋禮之好友及武術同好 （第23、31－32集） |
| 伍富橋          | 菜 仔                         | 菜婆之子 患有情緒病，曾多次以蔬果劫持尚通銀行西環分行的職員（第23－24集） |
| 楊詩敏          | Kitty                         | TVB服裝部職員 莫展翔之出軌對象，後與其反目 憎恨包美娜，曾多次騷擾及襲擊其，最後和好 （第24－25集） |
| 李 嘉           | 潺仔昌                        | 尚可欣之前度男友 （第25集） |
| 李偉健          | 陳 仔                         | （第28集） |
| 陳康健          |                               | 街頭藝人 （第29集） |
| 洪永城          | 李志永                        | 前網球代表隊成員 尚可嘉之前病人 認為尚可嘉幫其做截肢手術為醫療失誤，並向醫管局控告她，最後敗訴 獲鄺港生施計令其成為網球教練，並收取其大額支票作報酬 於第36集表示原諒尚可嘉，並鼓勵她再次從醫，實為鄺港生為趕走尚可嘉設的局 （第33－36集）                                              |
| 戴耀明          |                               | 路人甲及乙（第38集） |
| 黃智賢          | 林文強                        | 尚可秀之初戀情人 尚浩洋之親生父 高文健之情敵 假扮多年前發生車禍導致雙目失明，後被高文健拆穿 於第40集向尚可秀求婚但失敗 （第38－40集） |
| 黃建東          |                               | 婦產科醫生 （第40集） |
| 鍾景輝          | 胡律師                        | 凌潔茹之代表律師 （第41-42集） |
| 黎諾懿          | 朱 剛                         | 燒腊店員工 陳月芬為欺騙雷震及尚慶端，指使其假冒尚可望 （第42集） |
| 馬蹄露          |                               | 燒腊店老闆娘 朱剛之老闆 （第42集） |
| 薛家燕          | 央金卓瑪                      | 金主集团主席 古天諾之契娘，並指派其負責香港中藥園融資計劃，後對於其企圖於香港興建核電廠一事因二人持相反意見而起爭執及反目 定居於西藏，乃西藏寧瑪派金剛阿闍梨大弟子，智慧靈力武功皆非凡 身家多達3000多億美金 （第44集）                                                                 |
| 佘詩曼（青年）  | 靚女-新功能卡使用者甲(變身後) | 第50集使用磅重機功能卡變回28歲時的樣貌 （第50集） |
| 李麗麗（老年）  | 婆婆-新功能卡使用者甲(變身前) | 第50集使用磅重機功能卡變回28歲時的樣貌 （第50集） |
| 馬貫東          | 情 侶                         | （第50集） |
| 賴慰玲          | 情 侶                         | （第50集） |

## 設定

### 功能卡
此劇中的角色只要去過新光戲院（於第13集被賣走，於第30集在深圳，於第47集已被賣回）並玩那裏的磅重機，便能隨機獲得與經典科幻電影主題相關的功能卡。功能卡只要符合條件，便會產生效果。以下為功能卡一覽表：
- 除了以下功能卡一覽表的功能卡，還有其他功能卡（僅於第5、47集出現），但並沒使用

| 功能卡名稱                         | 功能                 | 發動條件                                                | 注意事項 | 使用者 | 使用原因 |
| 奪面雙雄 （Face-off）              | 交换靈魂             | 1：必須兩人同樣擁有此卡 2：必須兩人同時處於瀕臨死亡邊緣 | 1：若在交換靈魂後再度達成以上條件，便會再度互相交換靈魂 2：交換靈魂後能看見其他交換靈魂者的原本外貌 3：兩人之身體體質和行為習慣不會跟隨靈魂對調，但行爲習慣及喜好會慢慢隨著時間而對調 4：交換靈魂後任何一人或兩人可能會獲得超能力，若是兩人獲得超能力，換回靈魂後超能力亦會互換；若是一人獲得超能力，換回靈魂後超能力可能會跟隨獲得者的靈魂回到獲得者的身體，亦可能獲得者換回靈魂後失去超能力，即是沒獲得者會得到獲得者的超能力 | 包豹、宋仲基（第1集、第32集） 劉行、任仁炳（4年前、第5集） 劉行、凌潔茹（第35集（兩次）） 鄺港生、尚可瑤（第50集（兩次））                                                       | 第1、32集： - 包豹：遇上交通意外、電擊 - 宋仲基：遇上空難、電擊 第5集： - 劉行、任仁炳：墮樓 第35集（兩次）： - 劉行、凌潔茹：墮樓、電擊 第50集（兩次）： - 鄺港生、尚可瑤：電擊、電擊 |
| 時光倒流70年 （Somewhere In Time） | 倒退時空             | 1：必須位於的士站附近 2：必須搓其最少5分鐘              | 1：不能滯留超時空多於2小時，並只會提醒1次，否則無法返回現實世界 2：因為穿越時空必須有年份，所以只可穿越70年前至1年前的時空，但至第25集宋仲基和劉行穿越未來並修復之後第47集起可穿越未來後不再需要年份，但只能穿越70年前至70年後的時空 3：原本使用該卡不能穿越未來，否則時光的士將會受嚴重傷害；但至第25集宋仲基和劉行穿越未來並修復之後第47集起可穿越未來 4：使用此卡者在穿越時空後將進入隱形狀態                                | - 宋仲基（第5、9、13、17、25、42、49-50集） - 劉行（第5、9、25、42、45集） - 包美娜（第9、13集） - 尚可兒（第45集） - 鄺港生（第47集） - 凌潔茹（第48-49集） - 包豹（第49-50集） | 第5集： - 宋仲基、劉行：穿越至1977年觀看台慶 - 宋仲基：穿越至2011年宋仲基與凌潔茹的結婚一周年紀念日 第9集： - 宋仲基、包美娜、劉行：穿越至1993年7月1日發現包豹的親生父親為雷震 第13集： - 宋仲基、包美娜：原本打算穿越至半小時前查看誰將磅重機買掉，但因時光機是以年份計算，所以改為穿越至1977年台慶後台瞭解宋禮當年沒有帶其家人去看台慶的真相 第25集： - 宋仲基、劉行：本想穿越至兩個月前調查包美娜懷孕的真相，但因穿越的時間沒有年份導致的士故障意外穿越至兩個月後目睹凌潔茹企圖跳樓自殺 第42集： - 宋仲基、劉行：穿越至34年前查看尚可望的下落，卻發現尚可望於34年後的身份是劉行 第45集： - 劉行、尚可兒：穿越至多年前的南斯拉夫医院，查出尚可清一直隱藏多年之秘密 第47集： - 鄺港生：穿越至兩個星期後的尚通銀行，發現尚通銀行出現提款人潮，並目睹自己為了追回尚可瑤而被一輛汽車撞倒，再被另一輛汽車輾過身亡 第48集： - 凌潔茹：因急於尋找豬頭司機求救，而無意間穿越至2047年 第49集： - 宋仲基、包豹：穿越至2047年拯救凌潔茹 第50集： - 宋仲基、包豹：穿越至70年代獲得做禮記辣醬的秘訣 |
| 回到28歲                           | 令人回復28歲時的樣貌 | 刮其一下                                                | | 婆婆→靚女（第50集） | 第50集： - 婆婆：回復28歲時的樣貌 |

### 古舊電視機
此劇主角宋仲基或包豹不時遇上古舊電視機的幻覺，播放無綫電視過往製作的劇集，並從某些劇情橋段得到下一步行動計劃的靈感。
| 劇集           | 原劇情                                       | 出現集數 | 對應行動計劃                                               |
| 《狂潮》       | 邵華山成為程家女婿後展開復仇大計             | 第11集   | 鄺港生成為尚家女婿後展開復仇大計                           |
| 《茶是故鄉濃》 | 宋家入贅丈夫謝虎彪受茶園後輩方有為啟發而發奮 | 第16集   | 尚家入贅丈夫雷震受擔當區議會助選團的兒子包豹啟發而發奮     |
| 《女人最痛》   | 汪海鯨高齡懷孕並遭丈夫拋棄                   | 第24集   | 遭宋仲基懷疑包美娜高齡懷孕的原因為遭男人拋棄               |
| 《尋秦記》     | 趙盤假冒嬴政並拒絕回復原來身份               | 第28集   | 宋仲基與包豹交換靈魂後拒絕回復原狀                         |
| 《義不容情》   | 丁有健醒覺家人比金錢更重要                   | 第32集   | 宋仲基醒覺家人比金錢更重要，因此願意無條件交換靈魂回復原狀 |

## 獎項

### 萬千星輝頒獎典禮2017
| 年份   | 獎項               | 角色/劇集               | 結果             |
| ------ | ------------------ | ----------------------- | ---------------- |
| 2017年 | 最佳劇集           | 誇世代                  | 獲獎             |
| 2017年 | 全球網民最喜愛劇集 | 誇世代                  | 提名（最後五強） |
| 2017年 | 最佳男主角         | 歐陽震華                | 提名             |
| 2017年 | 最佳男主角         | 陳 豪                   | 提名（最後五強） |
| 2017年 | 最佳女主角         | 李佳芯                  | 提名（最後五強） |
| 2017年 | 最受歡迎電視男角色 | 歐陽震華                | 提名             |
| 2017年 | 最受歡迎電視男角色 | 陳 豪                   | 提名（最後五強） |
| 2017年 | 最受歡迎電視女角色 | 李佳芯                  | 提名（最後五強） |
| 2017年 | 最佳女配角         | 龔嘉欣                  | 提名             |
| 2017年 | 飛躍進步男藝員     | 胡鴻鈞                  | 提名             |
| 2017年 | 飛躍進步女藝員     | 譚凱琪                  | 提名             |
| 2017年 | 最受歡迎電視拍檔   | 歐陽震華、陳 豪、張繼聰 | 提名             |
| 2017年 | 最受歡迎劇集歌曲   | 誇世代（李克勤主唱）    | 提名             |
| 2017年 | 最受歡迎劇集歌曲   | 別再記起（吳若希主唱）  | 提名             |
| 2017年 | 50周年光輝大獎     | 汪明荃                  | 獲獎             |

### 2017年度YAHOO!搜寻人气大奖
| 年份   | 獎項           | 角色/劇集 | 結果 |
| ------ | -------------- | --------- | ---- |
| 2017年 | 人氣電視女角色 | 李佳芯    | 獲獎 |

### 微博之星2017
| 年份   | 獎項                     | 角色/劇集     | 結果             |
| ------ | ------------------------ | ------------- | ---------------- |
| 2018年 | 微博給力電視劇           | 誇世代        | 提名（最後五強） |
| 2018年 | 微博給力電視劇男角色     | 陳 豪         | 提名             |
| 2018年 | 微博給力螢幕情侶         | 陳 豪、李佳芯 | 提名（最後五強） |
| 2018年 | 微博年度突破演員         | 李佳芯        | 獲獎             |
| 2018年 | 微博人氣急升藝人         | 張繼聰        | 獲獎             |
| 2018年 | 微博藝人50年輝煌成就大獎 | 汪明荃        | 獲獎             |

### 明报周刊演艺动力大奖2017
| 年份   | 獎項                   | 角色/劇集 | 結果             |
| ------ | ---------------------- | --------- | ---------------- |
| 2018年 | 最突出電視節目         | 誇世代    | 獲獎             |
| 2018年 | 最突出男藝員           | 歐陽震華  | 獲獎             |
| 2018年 | 最突出男藝員           | 陳 豪     | 獲獎             |
| 2018年 | 最突出女藝員           | 李佳芯    | 提名（最後五強） |
| 2018年 | 最突出女藝員           | 邵美琪    | 提名             |
| 2018年 | 最突出男角色           | 歐陽震華  | 提名（最後五強） |
| 2018年 | 最突出男角色           | 陳 豪     | 提名（最後五強） |
| 2018年 | 最突出男角色           | 張繼聰    | 提名（最後五強） |
| 2018年 | 最突出女角色           | 李佳芯    | 提名（最後五強） |
| 2018年 | 最突出女新人           | 江嘉敏    | 獲獎             |
| 2018年 | 我最支持的演藝動力大獎 | 江美儀    | 獲獎             |

### 觀眾在民間電視大獎2017
| 年份   | 獎項             | 角色/劇集            | 結果             |
| ------ | ---------------- | -------------------- | ---------------- |
| 2018年 | 民選最佳男主角   | 張繼聰               | 提名（最後五強） |
| 2018年 | 民選飛躍男藝員   | 胡鴻鈞               | 獲獎             |
| 2018年 | 民選飛躍女藝員   | 江嘉敏               | 提名（最後五強） |
| 2018年 | 民選最佳電視歌曲 | 誇世代（李克勤主唱） | 提名（最後五強） |

### 第23屆亞洲電視大獎
| 年份   | 獎項         | 角色/劇集 | 結果 |
| ------ | ------------ | --------- | ---- |
| 2019年 | 最佳喜劇節目 | 誇世代    | 提名 |
| 2019年 | 最佳女主角   | 李佳芯    | 提名 |

## 收視
本劇於香港無綫電視翡翠台24小時跨平台之收視紀錄：
| 週次 | 集數   | 日期                     | 收視率 | 備註                                                                 |
| 1    | 1－5   | 2017年11月6日－11月10日  | 25點   | 星期一至五總收視24.5點 首集總收視25.2點 第2集總收視25.5點            |
| 2    | 6－10  | 2017年11月13日－11月17日 | 24點   | 星期一至五總收視23.9點，最高收視26.3點                               |
| 3    | 11－15 | 2017年11月20日－11月24日 | 24點   | 星期一至五總收視24點                                                 |
| 4    | 16－20 | 2017年11月27日－12月1日  | 24點   | 星期一至五總收視23.6點，最高收視26點                                 |
| 5    | 21－25 | 2017年12月4日－12月8日   | 23點   | 星期一至五總收視23.2點                                               |
| 6    | 26－30 | 2017年12月11日－12月15日 | 23點   | 星期一至五總收視22.9點                                               |
| 7    | 31－35 | 2017年12月18日－12月22日 | 23點   | 星期一至五總收視22.9點                                               |
| 8    | 36－40 | 2017年12月25日－12月29日 | 22點   | 星期一至五總收視24.9點                                               |
| 9    | 41－45 | 2018年1月1日－1月5日     | 26點   | 星期一至五總收視26.1點，最高收視27.5點（7日跨平台） 第42集總收視26點 |
| 10   | 46－50 | 2018年1月8日－1月12日    | 28點   | 星期一至五總收視27.8點（7日跨平台） 第50集總收視29.5點               |
| 全劇 | 全劇   | 全劇                     | 24點   | 平均收视24.2點                                                       |

## 軼事
- 此劇是宋熙年、陳嘉寶和張繼聰的告別作。
- 此劇為2017年無綫月曆之一，及與另外兩部50週年台慶劇一樣皆為喜劇。
- 此劇是2010年代最長集數的非處境劇，並於首播前一星期播映製作特輯《誇世代 誇啦啦》。
- 此劇繼千禧年代（即2000年後）《創世紀II天地有情》（55集）、《金裝四大才子》（52集）、《歲月風雲》（60集）、《珠光寶氣》（82集）這四部劇集后，無綫電視再度出現長達50集或以上的無綫電視自製或合拍非處境劇，更為2010年代唯一一部。
- 此劇因是50週年台慶劇，所以劇中會出現部分無綫經典劇集及綜藝節目的畫面，如宣傳片亦惡搞相關演員的其中一個代表作[9][10]。
- 此劇鄧佩儀與何雁詩因病宣布辭演，其角色「尚可兒」及「楊紫惠」分別由江嘉敏與蔣家旻接替[11][12]。
- 此劇演員陳智燊與宋熙年是真正的夫妻關係，他們在此劇中首度以情侶身份合作演出。
- 此劇曹永廉扮演現實中外父姜大衛的壯年版[13]。
- 此劇是陳豪與邵美琪繼《妙手仁心II、III》、《帝女花》、《火舞黃沙》、《通天幹探》、《珠光寶氣》、《天與地》、《心戰》及《完美叛侶》後第十度合作。
- 此劇為曾守明及廖麗麗的遺作。
- 飾演「尚浩洋」的余德丞比飾演其六姨的龔嘉欣年長約3個月；比飾演其七姨的江嘉敏大5歲。而其最終下場亦沒有向觀眾交代。
- 此劇是李克勤繼《歲月風雲》後，相隔10年後再度為TVB劇集獻唱主題曲。
- 此劇是張繼聰被無綫電視「封殺」前的最後一部作品，他於本劇播映一年後隨即約滿無綫電視並轉往影壇發展。[14]
- 此劇繼《女人唔易做》及《天與地》在萬千星輝頒獎典禮中只獲得「最佳劇集」的獎項，並無獲得其他獎項。
- 在大結局中佘詩曼以彩蛋形式登場，是其時隔3年後再出演無綫電視劇。監製其後指佘詩曼只是友情客串，對其十分感謝。[15]

## 記事
- 2017年2月20日：此劇於16:00在將軍澳工業村駿才街77號電視廣播城一廠Common Room舉行開鏡拜神。
- 2017年3月14日：主要演員出席香港國際影視展宣傳劇集。[16]
- 2017年3月31日：何雁詩透過Instagram宣佈辭演，其角色由蔣家旻代替。[17][18]
- 2017年4月17日：此劇於下午時段在九龍城街頭進行外場拍攝，出席演員：張繼聰及龔嘉欣。[19]
- 2017年6月4日：此劇於12:30在堅尼地城堅彌地城新海旁33號進行外景拍攝，出席演員：歐陽震華、姜大衛、許紹雄、陳嘉寶及溫家偉等。
- 2017年7月4日：此劇於上午在屯門一沙灘進行外景拍攝，出席演員：陳　豪與李佳芯。[20]
- 2017年10月7日：此劇主要演員於20:00在將軍澳工業村駿才街77號電視廣播城一廠出席「TVB 50周年 華麗轉身 邁步同行」宣傳劇集。[21][22]
- 2017年11月1日：此劇於21:00在尖沙咀麼地道64號九龍香格里拉大酒店B1粉嶺廳舉行台慶劇《康業信貸快遞特約：誇世代》「閃耀登場」宣傳活動。[23][24]
- 2017年11月5日：此劇於14:00在荃灣大壩街4-30號荃灣廣場一樓中庭舉行「玩轉新世代」宣傳活動。[25]
- 2017年11月6日：此劇於19:30在銅鑼灣駱克道447-449號中威商業大廈2樓至3樓越華會海鮮館舉行首播飯局。[26][27]
- 2017年11月16日：此劇於12:00在鰂魚涌渣華道321號柯達大廈1期4樓Verm City室內攀石中心舉行「型男反擊戰」宣傳活動。[28]
- 2017年11月23日：此劇於13:00在觀塘曉光街八十號梁式芝書院禮堂舉行「『誇』入校園」宣傳活動。[29][30][31]
- 2017年12月2日：此劇舉行宣傳活動。
- 2017年12月17日：此劇於14:30在馬鞍山新港城舉行「聖誕派對」宣傳活動。
- 2018年1月3日：此劇於12:30在鰂魚涌渣華道321號柯達大廈1期3樓Ryze彈床樂園舉行「終極『誇』世代」宣傳活動。
- 2018年1月12日：此劇於20:00-21:45在馬鞍山鞍祿街18號新港城中心L2天幕廣場舉行「誇到盡接觸」宣傳活動。

## 外部連結
- 誇世代 新劇解構 - TVBUSA （页面存档备份，存于）
- 《誇世代》最新消息 - 香港01（页面存档备份，存于）
- Gimy TV《誇世代》線上看
- 豆瓣电影上《誇世代》的資料 （简体中文）

## 電視節目的變遷
| 香港 無綫電視翡翠台 星期一至五 20:30 - 21:30 | 香港 無綫電視翡翠台 星期一至五 20:30 - 21:30 | 香港 無綫電視翡翠台 星期一至五 20:30 - 21:30 |
| -------------------------------------------- | -------------------------------------------- | -------------------------------------------- |
|                                              | 誇世代 （2017-11-06 - 2018-01-12）           |                                              |
| 老表，畢業喇！ （2017-09-25 - 2017-11-03）   | 平安谷之詭谷傳說 （2018-01-15 - 2018-02-09） |                                              |

| 香港無綫電視翡翠台午夜劇集時段 星期一（星期日深夜） 00:00-01:00 · 星期二至六（星期一至五深夜） 00:05-01:05 · 星期六 23:35-翌日00:35 | 香港無綫電視翡翠台午夜劇集時段 星期一（星期日深夜） 00:00-01:00 · 星期二至六（星期一至五深夜） 00:05-01:05 · 星期六 23:35-翌日00:35 | 香港無綫電視翡翠台午夜劇集時段 星期一（星期日深夜） 00:00-01:00 · 星期二至六（星期一至五深夜） 00:05-01:05 · 星期六 23:35-翌日00:35 |
| --- | --- | --- |
| | 誇世代 （2022.08.19 - 2022.10.07）                                                                                                  | |
| 難兄難弟 （2022.07.24－2022.08.18）                                                                                                 | 楊家將 （2022.10.08－2022.10.13）                                                                                                   | |

| 马来西亚 Astro AOD、Astro AOD HD 星期一至五 20:30 - 21:15 | 马来西亚 Astro AOD、Astro AOD HD 星期一至五 20:30 - 21:15 | 马来西亚 Astro AOD、Astro AOD HD 星期一至五 20:30 - 21:15 |
| --------------------------------------------------------- | --------------------------------------------------------- | --------------------------------------------------------- |
|                                                           | 誇世代 （2017-11-06 - 2018-01-12）                        |                                                           |
| 老表，畢業喇！ （2017-09-25 - 2017-11-03）                | 平安谷之詭谷傳說 （2018-01-15 - 2018-02-09）              |                                                           |

| 新加坡 HUB戏剧首选 星期一至五 20:30 - 21:15 | 新加坡 HUB戏剧首选 星期一至五 20:30 - 21:15  | 新加坡 HUB戏剧首选 星期一至五 20:30 - 21:15 |
| ------------------------------------------- | -------------------------------------------- | ------------------------------------------- |
|                                             | 誇世代 （2017-11-06 - 2018-01-12）           |                                             |
| 老表，畢業喇！ （2017-09-25 - 2017-11-03）  | 平安谷之詭谷傳說 （2018-01-15 - 2018-02-09） |                                             |

| 翡翠台 星期一至五 19:30 - 20:30            | 翡翠台 星期一至五 19:30 - 20:30              | 翡翠台 星期一至五 19:30 - 20:30 |
| ------------------------------------------ | -------------------------------------------- | ------------------------------- |
|                                            | 誇世代 （2017-11-07 - 2018-01-15）           |                                 |
| 老表，畢業喇！ （2017-09-27 - 2017-11-06） | 平安谷之詭谷傳說 （2018-01-16 - 2018-02-12） |                                 |

| HUB娛家戲劇台 劇集首映 星期一至五 20:00 - 21:00 | HUB娛家戲劇台 劇集首映 星期一至五 20:00 - 21:00 | HUB娛家戲劇台 劇集首映 星期一至五 20:00 - 21:00 |
| ----------------------------------------------- | ----------------------------------------------- | ----------------------------------------------- |
|                                                 | 誇世代 （2018-02-22 - 2018-05-02）              |                                                 |
| 老表，畢業喇！ （2018-01-11 - 2018-02-21）      | 平安谷之詭谷傳說 （2018-05-03 - 2018-05-30）    |                                                 |

| 马来西亚 Astro華麗台、Astro華麗台HD 星期一至五 20:30－21:30 時段 | 马来西亚 Astro華麗台、Astro華麗台HD 星期一至五 20:30－21:30 時段 | 马来西亚 Astro華麗台、Astro華麗台HD 星期一至五 20:30－21:30 時段 |
| ---------------------------------------------------------------- | ---------------------------------------------------------------- | ---------------------------------------------------------------- |
|                                                                  | 誇世代 （2019-02-22－2019-05-02）                                |                                                                  |
| 老表，畢業喇！ （2019-01-04－2019-02-21）                        | 平安谷之詭谷傳說 （2019-05-03－2019-05-30）                      |                                                                  |

| 香港、 马来西亚 千禧经典台 Superstar…张继聪时段 · 星期一至五 09:00-10:45（香港时间） · 星期一至五 09:04-10:49（马来西亚时间）（两集连播） | 香港、 马来西亚 千禧经典台 Superstar…张继聪时段 · 星期一至五 09:00-10:45（香港时间） · 星期一至五 09:04-10:49（马来西亚时间）（两集连播） | 香港、 马来西亚 千禧经典台 Superstar…张继聪时段 · 星期一至五 09:00-10:45（香港时间） · 星期一至五 09:04-10:49（马来西亚时间）（两集连播） |
| --- | --- | --- |
| | 誇世代 （2023年6月20日 - 2023年7月24日）                                                                                                  | |
| 收規華 （2023年6月6日 - 2023年6月19日）                                                                                                   | 鳳舞香羅 （2023年7月25日 - 2023年8月14日）                                                                                                | |

| 中国 中国三台 星期一至五 19:00 - 20:00            | 中国 中国三台 星期一至五 19:00 - 20:00                                                                 | 中国 中国三台 星期一至五 19:00 - 20:00 |
| ------------------------------------------------- | --- | -------------------------------------- |
|                                                   | 誇世代 （2025.02.07 - 2025.04.17)                                                                      |                                        |
| 通天幹探 （2024.12.13 - 2025.02.06) ( G 一些暴力) | 拆局專家 （2025.04.18 - 2025.05.16) 20:00-21:00 黄金巨塔 （2025.04.18 - 2025.05.15) 19:00-20:00 (重播) |                                        |